# Елен і друзі
«Еле́н і друзі» (фр. Hélène et les Garçons) — французький молодіжний серіал 1990-х про стосунки французьких студентів. Спін-офф серіалу «Перші поцілунки» (Premiers Baisers), зосереджений на персонажці Елен Жирар, яку в обох серіалах зіграла  Елен Ролле. Герої навчаються в університеті, живуть у гуртожитку, дружать, люблять одне одного, сваряться, розходяться, миряться, грають у музичному гурті.

## Історія
Телесеріал «Елен і друзі», в якому розповідається про життя групи студентів факультету  соціології, вперше вийшов на екрани телебачення 11 травня 1992 на каналі TF1 (Франція) і мав величезний успіх в аудиторії. Кожній серії творці серіалу приділяли всього один день. За два роки було знято 280 серій. Тривалість кожної — 26 хвилин. Головні герої, французькі студенти: Ніколя і Елен, Етьєн і Каті, Крістіан і Джоанна, Себастьєн і Лалі, Жозе і Бенедикт, стали прикладом для наслідування для студентів 90-х. В Україні серіал був вперше показаний в 1994 році, на каналі ОРТ (тодішній Перший Останкінський, майбутній Перший канал). Для української аудиторії це був перший молодіжний серіал, а також перший серіал із закадровим сміхом.

## Сюжет
Весь світ крутиться навколо молодої і привабливої Елен та її ліпших друзів. Хоча картина показана в комедійному жанрі, в ній багато реальних, «життєвих» ситуацій, з якими доводиться мати справу молоді. Всі герої вчаться в одному університеті: вони екстравагантні і амбітні, навчаються на соціологів. Але далеко не соціологія в їхніх головах — друзі фанатіють від музики і грають у власному гаражі. Познайомилися вони одного вечора: хлопці зустрічають дівчат Елен і Каті, які дуже їм сподобалися. Попри той факт, що дівчата на рік старші, молодь швидко знаходить спільну мову. Головна героїня серіалу — Елен — дуже правильна, її любов — юнак Ніколя. Ще одна пара в серіалі — Лалі і Себастьєн. А найексцентричнішими закоханими є невгамовна Джоанна та Крі-Крі. В серіалі показані історії відданого кохання, справжньої дружби, жорстоких і підступних зрад.

## Критика серіалу у Франції
Одразу ж після виходу серіалу він зазнав серйозної критики з боку преси. Здебільшого, причиною стали занадто велика нереалістичність студентського життя, відсутність будь-якої соціальної реальності і надто прості персонажі. За всі 280 епізодів герої серіалу жодного разу не показані на лекції чи за партою, вони майже ніколи не вчаться і не готуються до іспитів. Замість навчання дівчата воліють іти в гімнастичний зал для підтримки форми або в гараж до хлопців. Крім того, у героїв немає якихось труднощів у житті, крім романтичних; нікому з них не доводиться працювати, вони повністю відірвані від зовнішнього світу, як і сам серіал, в якому всі сцени знімалися в кімнаті дівчат або хлопців, гаражі, кафе або гімнастичному залі. Журналіст Globe Hebdo порівняв цей серіал з серіалом «Даллас».
Не показана складність людських взаємин і реалії сучасного французького суспільства. Ніхто з героїв не курить і не п'є (при тому, що 42% французької молоді курить), всі герої білі європейці і серед них немає жодного араба, афроамериканця або метиса (при тому що в деяких університетах у Франції, особливо в непрестижних, їх кількість доходить до 80%).
Журнал «Les Lettres françaises» написав, що герої серіалу:
|  | …йдуть прямо до успіху, не зустрічаючи на своєму шляху ніяких перешкод, без проблем з батьками, без наркотиків, без СНІДу, без безробіття, без іммігрантів з Африки, без викладачів, без людей із зовнішнього світу, без подорожей, і в кінцевому рахунку, без майбутнього. |

Ніхто з акторів не став зіркою великого кіно, ні в головній, ні в ролях другого плану. Однак, попри всю критику, серіал був безсумнівним успіхом і мав дуже велику популярність як у Франції, так і за кордоном.

## Серії
Епізоди серіалу:
| №    | Назва (укр.)                                 | Назва (фр.)                           | Опис |
| ---- | -------------------------------------------- | ------------------------------------- | --- |
| 1.   | «Зустріч / Знайомство»                       | La rencontre                          | Три гарні подруги-однокурсниці Елен, Каті і Джоанна – студентки другого курсу факультету соціології та сусідки по кімнаті в гуртожитку. У кафе «У Альфредо» вони знайомляться з трьома симпатичними друзями-однокурсниками, студентами першого курсу факультету соціології та за сумісництвом початківцями рок-музикантами – Ніколя, Етьєном і Крістіаном. Хлопці так само, як і дівчата, живуть утрьох в гуртожитку. Утворюються три пари: Елен / Ніколя, Каті / Етьєн, Джоанна і Крістіан. |
| 2.   | «День народження Каті»                       | L'anniversaire de Cathy               | У день народження Каті компанія організовує святковий вечір в кафе «У Альфредо». Але поява колишнього приятеля Каті – Тьєррі – псує все свято. |
| 3.   | «Ще один хлопець / Новенький»                | Encore un garçon                      | У спортзалі Джоанна знайомиться з симпатичним хлопцем Жозе. Вона представляє його друзям, Жозе стає новим клавішником гурту і закохується в Елен. |
| 4.   | «Віщий сон»                                  | Le rêve prémonitoire                  | Джоанна розповідає подругам свій сон. Переконана в тому, що сон – це її найближче майбутнє, вона з нетерпінням чекає, що Крістіан з'явиться до неї з обручкою і пропозицією шлюбу. |
| 5.   | «Незлагода»                                  | La fâcherie                           | Кафе «У Альфредо». Виявивши розірвану підкладку піджака Ніколя, Елен береться зашити її, але незабаром знаходить в піджаку любовний лист, адресований явно не їй. |
| 6.   | «Освідчення в коханні»                       | La declaration                        | Хлопців хвилює дивна поведінка Крістіана. Каті, Елен і Джоанна отримують листи – освідчення в коханні від таємничого шанувальника. Кожна думає, що лист адресовано саме їй, попри те, що ім'я шанувальника там не вказане. |
| 7    | «Джиммі»                                     | Jimmy                                 | Джоанна вдається до радикальних заходів у суперництві з однокурсницею Наталі. У басейні Джиммі – інструктор з плавання – стає їй у допомозі. Закохана Джоанна призначає йому побачення. |
| 8.   | «Ніч, проведена разом»                       | Une nuit ensemble                     | Каті проводить ніч поза домом. Подруги думають, що вона з Етьєном. Але, повернувшись, Каті зізнається їм, що провела ніч з Тьєррі, своїм колишнім хлопцем. |
| 9.   | «Уікенд, проведений на самоті»               | Un week-end seule                     | Джоанна кардинально змінює свій зовнішній вигляд завдяки продажу бабусиної діамантової обручки. Цим вона намагається спокусити Крістіана, якого забирала до моря. |
| 10.  | «Моє серце коливається від одного до іншого» | Mon coeur balance                     | Наталі приходить до Елен і каже, що вона любить Жозе, і Ніколя її абсолютно не цікавить. Елен страждає від думки, що їй необхідно зробити вибір між Ніколя і Жозе. |
| 11.  | «Перевірка»                                  | Le test                               | Щоб допомогти Елен вибрати між Ніколя і Жозе, Каті і Джоанна пропонують їй влаштувати хлопцям перевірку: повечеряти з обома претендентами. Але іспит провалюється: Ніколя в розпачі йде, дізнавшись, що якийсь Ален також претендує на серце дівчини. |
| 12.  | «Водійські права»                            | Le permis de conduire                 | Вікенд Крістіана пройшов украй погано через поломку нового «Феррарі» його батька, який він взяв, щоб відвезти Джоанну. Дівчина чекала його всі вихідні, але він так і не з'явився, зате, коли їх зустріч відбулася – Джоанна влаштувала хлопцеві «теплий прийом», що вилився в синяк під оком. В цей час Елен, що отримала водійські права, просить Ніколя допомогти їй з уроками водіння. |
| 13.  | «Напад нудьги»                               | Un coup de cafard                     | Хлопці готуються до іспитів, і їх подругам нічого не залишається, як не заважати. Однак Джоанна відчуває себе жахливо самотньо; вона сумує і вирішує піти в гараж, де стикається зі щуром. |
| 14.  | «День, заповнений роботою»                   | Une journee studieuse                 | Ненадовго забуті хлопцями, які докладають усіх зусиль в нелегкій боротьбі з іспитами, Елен, Каті і Джоанна приймають запрошення на вечерю з Жозе і Джиммі. Хлопці приводять із собою красеня Лорана для Джоанни. В цей же час Ніколя, Етьєн і Крістіан намагаються додзвонитися до дівчат, але марно. |
| 15.  | «Приголомшлива новина»                       | Une drole de nouvelle                 | Щоб помститися Крістіану за його не надто вдалий жарт, Ніколя і Етьєн домовляються з Наталі, щоб вона змусила повірити їхнього друга, що вагітна від Етьєна. Крістіан схвильований і призначає таємне побачення Елен, щоб запитати у неї поради: в цей час їх застає Джоанна. |
| 16.  | «Вдалий випадок»                             | La bonne occase                       | Джоанна вирішує продати свою «стареньку» машину. Крістіан займається питаннями продажу і знаходить ідеального покупця в особі дівчини з хорошої сім'ї. У той час як друзі готуються відсвяткувати вигідну угоду, з'являється покупчиня, але Джоанна швидко здогадується, що вона цікавиться не тільки машиною. |
| 17.  | «Танцювальна ніч»                            | La nuit de la danse                   | Джоанна, Каті і Елен вирішують взяти участь в конкурсі танців. Але через відмову хлопців допомогти їм Джоанна вирішує знайти кавалерів у басейні. Уражені і ображені, Ніколя, Етьєн і Крістіан починають готуватися. |
| 18.  | «Тато»                                       | Le papa                               | Ніколя, Етьєн і Крістіан виявляють за дверима своєї кімнати кошик з немовлям і анонімну записку такого змісту: «Це твій син, подбай про нього...». У спробах дізнатися, хто з трьох є батьком, хлопці намагаються приховати факт наявності у них дитини. Однак дівчата дізнаються про все і вирішують їм зайнятися. |
| 19.  | «Фотомодель»                                 | Photo-star                            | Каті збирається стати відомою. Її помітив фотограф, який побачив у ній ідеальну модель для реклами парфумів. Каті, Джоанна і Елен повідомляють цю важливу новину хлопцям, але Етьєн всім своїм виглядом показує, що він не схвалює прийнятого рішення, стверджуючи, що його Каті буде належати світу. Каті вирішує відмовитися від зйомок, про що вони разом з Етьєном їдуть, щоб повідомити фотографу. |
| 20.  | «Кумир факультету»                           | L'idole de la fac                     | Фотографія Етьєна, який демонструє спідню білизну, з'являється на сторінках жіночого журналу, що вартує йому численних прихильниць. Каті дуже роздратована, стає підозрілою, особливо коли з'являється Марджорі – колишня пасія Етьєна. Етьєн запевняє Каті, що між ними нічого не може бути, адже любить він тільки її, Каті. |
| 21.  | «Нове захоплення»                            | Une nouvelle passion                  | Крістіан весь тиждень приходить на репетиції з запізненням. Хлопців цікавить питання, чи не є нова пасія Крістіана причиною його запізнень. Але Крістіан зізнається, що всерйоз захопився картингом і у нього є всі задатки, щоб стати чемпіоном. Він представляє друзям свого кузена Фредеріка, з яким вони разом займаються картингом. Фредерік зацікавлюється Каті, яка дозволяє йому залицятися. |
| 22.  | «Гонка»                                      | La course                             | Етьєн ревнує Каті до Фредеріка. Дівчина намагається йому все пояснити, але марно. Джоанна має взяти участь в гонці учасників-дебютантів. Всі друзі збираються вболівати за неї, крім Етьєна. Елен просить Жозе поговорити з ним. Вони готуються, щоб приєднатися до друзів, коли з'являється Ніколя зі звісткою, що Джоанна «вилетіла» з траси. |
| 23.  | «Весілля»                                    | Le mariage                            | Дівчата і хлопці мають намір купити подружку для Техаса. Крім того, через претензії Наталі, дівчата вирішують знайти нову наречену і Жозе. Але Техасу не до вподоби «наречена» – Каліфорнія. І тоді на пошуки йдуть хлопці. А дівчата тим часом знайомляться з Бенедикт, яку представляють Жозе. Хлопець зачарований... |
| 24.  | «Важкий розрив»                              | Une rupture difficile                 | Дівчата хочуть допомогти Наталі знайти нове кохання... |
| 25.  | «Делікатна місія»                            | Une mission delicate                  | Джоанна складає портрет ідеального нареченого для Наталі, який дивним чином схожий на Фредеріка – кузена Крістіана. Дівчата одразу ж організовують зустріч з ним, але, коли Джоанна переходить до більш рішучих дій, Наталі, згораючи від сорому, йде. Елен і Каті слідують за нею. В цей час Патрісія – подруга Фредеріка – приходить до Крістіана, щоб поділитися з ним своїми проблемами. |
| 26.  | «Миле безумство»                             | La folie douce                        | Після того, як Крістіан пояснив Джоанні, що в ній немає анітрохи романтики, дівчина приміряє на себе романтично-нав'язливий образ. Джоанна зустрічає художника Тібо, якому погоджується позувати оголеною. |
| 27.  | «Страшенно класний тип»                      | Un type super chouette                | Джоанна зачарована хлопцем, якого зустрічає в кафе, але її друзі ставляться до чужинця з недовірою. Крістіан пропонує йому переночувати в гаражі, Джоанна – трохи грошей, і Жан-Франсуа доходить до того, що просить трохи любові у Каті і Елен. |
| 28.  | «Ну й зух»                                   | Un joli coco                          | День народження Джоанни. Дівчина постійно бачить уві сні один і той же кошмар: Крістіана, який стискає в обіймах незнайому дівчину і шепоче їй на вухо слова кохання... Вона наважується довести, що її сон не може бути реальністю, перевіривши, чи лежить Крістіан в своєму ліжку, але повертається в сльозах. Крістіан не ночував удома. |
| 29.  | «Касета»                                     | La cassette                           | Джоанна спеціально придбала професійний касетник, щоб записати гру хлопців, але ті відмовляються. Тоді Джоанна, за участю Каті і Елен, потайки записує їх виступ. Коли вона говорить хлопцям, що віддала запис відомому продюсеру, хлопці просто не можуть дорікнути її в потайливості. |
| 30.  | «Томас»                                      | Thomas                                | Томас Фава – найвідоміший музичний продюсер – повинен прийти в гараж послухати хлопців. Хлопці жахливо переживають. Дівчата підбирають їм новий образ в одязі, і самі йдуть в кафе чекати результату. Але приходить Крістіан і повідомляє їм, що Томас відмовився від запрошення. Обурені дівчата вирішують піти його шукати. |
| 31.  | «Подвійна гра»                               | Double jeu                            | Погодившись працювати з хлопцями, Томас Фава запрошує дівчат з ним повечеряти, щоб дізнатися більше про гурт. Протягом всієї вечері він «клеїть» дівчат. Каті цим шокована, Джоанна швидко розвінчала його надії. |
| 32.  | «Збентеження»                                | La craquerie                          | Елен не розлучається з Томасом Фава, що дуже сильно турбує її подруг, які вважають, що такі справи можуть закінчитися погано. Захоплена Томасом, Елен вирішує розірвати стосунки з Ніколя. |
| 33.  | «Порошинка в оці»                            | La pousssière dans l'œil              | Щоб допомогти Ніколя пережити розрив стосунків з Елен, друзі підтримують його, і Наталі теж готова заспокоїти його. Але Ніколя вирішує залишитися з Елен друзями і зберегти стосунки з Томасом, оскільки той продовжує займатися гуртом. Але, попри прийняті рішення, Ніколя важко поводитися подібним чином. |
| 34.  | «Нове життя»                                 | Une nouvelle vie                      | Елен дедалі менше часу проводить з друзями. Але одного вечора, коли вона вільна, вона вечеряє з друзями – Каті, Етьєном, Джоанною і Крістіаном; Ніколя відмовляється приєднатися до компанії. Крістіан висловлює Елен невдоволення, що вона заподіює біль Ніколя, і йде з кафе. Незабаром після нього в кафе приходить Ніколя, і вони проводять з Елен прекрасний вечір. |
| 35.  | «Викриття»                                   | Démasqué ...!                         | Отримавши пропозицію Томаса пройти проби запису, Каті переконана, що Томас її «клеїть». Вона відхиляє його пропозицію. В цей час приходить Елен, яка повідомляє, що у Томаса ділова зустріч з американцями. Каті змінює своє рішення і зустрічається з Томасом, щоб дізнатися, яку гру він веде. Справді, пропозиція запису була лише приводом, щоб заманити Каті. Подруги не знають, як сказати про це Елен. |
| 36.  | «Операція "Катапульта"»                      | Opération éjection                    | Томас захоплюється Наталі. Для Каті і Джоанни це привід для створення плану звільнення Елен з «полону» продюсера. Вони домовляються з Наталі, щоб та дозволила Томасу заманити її. Томас бреше Елен про зустріч з іспанцями для того, щоб безперешкодно зустрітися з Наталі. Джоанна приходить до хлопців і розповідає про операцію «Катапульта». |
| 37.  | «Важкі зізнання»                             | Aveux difficiles                      | Каті і Джоанна обіцяли змусити Томаса все розповісти, але марно. Тоді Ніколя йде до Томаса в бюро, звідки за комір притягує його в гараж, де хлопці страхають його. Доведений до відчаю, Томас розповідає про все Елен, якій огидне його боягузтво, натомість імпонує поведінка Ніколя. Елен і Ніколя зустрічаються в гаражі. |
| 38.  | «Життя триває»                               | La vie reprend                        | Крістіан обурений тим, що Ніколя, наче нічого не було, відновив стосунки з Елен. Він має намір показати, як потрібно поводитися з дівчатами, і ось результат: він свариться з Джоанною. Але коли ввечері вони зустрічаються в кафе, все приходить до норми. Джоанна і Крістіан приносять одне одному вибачення. |
| 39.  | «Контратака»                                 | La contr'attaque                      | Дівчата вирішили дати урок зваблювання Бенедикт, щоб вона змогла утримати Жозе, чиє серце коливається між нею і Наталі. Їхній план діє: Жозе обирає Бенедикт. |
| 40.  | «Гарний профіль»                             | Le bon profil                         | Етьєну знову запропонували знятися для реклами спідньої білизни, але Каті проти. Етьєн відмовляється від привабливої пропозиції, попри великий гонорар. В цей час у гаражі здійснена крадіжка: викрадені музичні інструменти хлопців. Елен, Джоанна, Крістіан і Етьєн жалкують, оскільки за допомогою грошей, отриманих за зйомки, вони могли б придбати нові інструменти. В остаточному підсумку хлопці отримують нові інструменти завдяки Крістіану, який знявся в рекламі замість Етьєна. |
| 41.  | «Любов вище гран-прі»                        | L'amour n'a pas de (grand) prix       | Хлопці проводять вихідні перед телевізором і дивляться трансляцію Гран-прі Формули 1. Дівчата пропонують їм провести вікенд у замку, розташованому в долині Луари, але хлопці відмовляються. Тоді дівчата їдуть одні, залишивши відеозапис – вони втрьох на ліжку в готелі, який виявили хлопці, увімкнувши телевізор. Тоді слідом за дівчатами вирушають і хлопці. |
| 42.  | «Бал вампірів»                               | Le bal des vampires                   | В університеті – костюмований бал. Дівчата займаються виготовленням костюмів ангелів для хлопців. Але, порадившись, хлопці відмовляються йти в них на бал. Розлючені дівчата рвуть виготовлені костюми, але потім розуміють причину відмови хлопців. В останній момент з'являються костюми вампірів. |
| 43.  | «Кір»                                        | La rougeole                           | Джоанна не може приховати від подруг свого щастя: Крістіан уперше запросив її провести вікенд наодинці, але потай від своїх друзів. В цей же час Жозе придбає квитки на концерт гурту U-2 в Ніцці. Джоанна і Крістіан вигадують причини, щоб не їхати на концерт і провести спільні вихідні. Але Джоанна захворює на кір і змушена провести вікенд у кімнаті. Крістіан вирішує дотримати обіцянки і пробирається до неї. |
| 44.  | «Вітер з Техасу»                             | L'ouragan du Texas                    | Джоанна повинна вирушити до аеропорту Руассі, щоб зустріти свою техаську подругу Анджеліну. В цей час і Крістіан вирушає до аеропорту зустрічати свою бабусю. Джоанна знаходить Анджеліну в товаристві Крістіана, якого та представляє як милого «frenchie», який її супроводжував. Джоанна вибухає. |
| 45.  | «Хто посіє вітер, той пожне бурю»            | Qui sème l'ouragan récolte la tempête | У той час як Ніколя і Етьєн серйозно готуються до майбутніх іспитів, Крістіан не робить нічого. Однак, коли друзі коротко розписують військову службу, він береться за роботу. Настає день випробувань, і Ніколя трапляється квиток з єдиним питанням, яке він не встиг підготувати. |
| 46.  | «Від'їзд»                                    | Le départ                             | Друзі сумують: Ніколя їде на військову службу. Хлопці пропонують йому сумнівні плани, щоб уникнути служби. Джоанна знайомиться з сином головнокомандувача французькою армією, думаючи, що це вихід. Хлопцеві імпонують брюнетки, і Джоанна вмовляє Каті, щоб вона закадрила його. Все йде за планом – хлопець шалено закоханий в Каті. |
| 47.  | «Седрік»                                     | Cédric                                | Джоанна на своїй машині збиває незнайомця на моторолері. Вона приводить пораненого в кафе, де хлопець надто часто непритомніє. Заставши Джоанну, яка робить Седріку штучне дихання «рот в рот», Крістіан сердиться, не бажаючи слухати пояснення американки. Але потім все-таки вислуховує і прощає її. Але коли вони з Етьєном застають Каті, яка робить Седріку штучне дихання «рот в рот», обидва не хочуть більше бачити подруг. У ситуацію втручається Елен, яка виявила хитрість Седріка. Вона і розставляє все по своїх місцях. |
| 48.  | «Розіграш»                                   | La chose                              | Етьєн більше не закоханий в Каті, як раніше. Дівчина вирішує оживити почуття, почавши кадрити Седріка на очах Етьєна, який шалено ревнує. І начебто все стає на свої місця, але проблема залишається: Седрік закохався в Каті. Він знає, що Каті ним скористалася, щоб викликати ревнощі свого хлопця, якого вона дійсно дуже любить. |
| 49.  | «Приватний детектив»                         | Détective privé                       | Бачачи стан Крістіана неспокійнішим, ніж зазвичай, Джоанна наймає приватного детектива, щоб простежити за ним. Американка упевнена, що у нього є інша дівчина. Крістіан виявляє стеження і зізнається Джоанні, що йому запропонували профінансувати запис соло-диска, але він не знає, як сказати про це хлопцям. |
| 50.  | «Пісня»                                      | La chanson                            | Ніколя повертається до друзів і представляє хлопцям свою нову пісню, яку переконує Елен заспівати. |
| 51.  | «Запис»                                      | L'enregistrement                      | Слова на музику Ніколя, написані дівчатами, прийняті хлопцями. Вони записують пісню на касету. Крістіан хоче отримати професійний запис пісні, але це надто дорого. Тому він звертається по допомогу до Наталі, друг якої є звукорежисером кращої студії міста і готовий надати їм підтримку. |
| 52.  | «Звукоінженер – просто золото»               | Un ingénieur en or massif             | Великий день! Джон Вандер приходить послухати хлопців і бачить пісню настільки ж красивою, як і ті, хто написали слова до неї. Джон хоче допомогти хлопцям записати пісню в студії. Елен зустрічає Томаса Фава, який пропонує хлопцям зробити запис в його студії. |
| 53.  | «Запис століття»                             | La séance du siècle                   | Запис пісні пройшов дуже добре. Джоанні не терпиться почути запис. Вона повертається вранці з копією запису, але головним чином – зі збентеженням в душі, адже вона провела ніч з Джоном. Вона вирішує не вибирати між Крістіаном і Джоном і залишитися з обома. |
| 54.  | «Брехня»                                     | Le mensonge                           | Джоанна намагається вести подвійне життя, але їй це не вдається. Слухаючи пісню Елен, вона розуміє, що любить Крістіана, і призначає йому зустріч, де повідомляє, що вона обманула його з Джоном, попри те, що любить його. |
| 55.  | «Катастрофа»                                 | La déchéance                          | Крістіан зник. Джоанна шукала його всю ніч, але безрезультатно. Вранці хлопці виявляють, що Крістіан не ночував удома. Ніколя знаходить його в гаражі, Крістіан відмовляється розмовляти з ним і намагається піти, але Ніколя перегороджує йому дорогу. |
| 56.  | «На дні»                                     | Le fond du trou                       | У той час як Ніколя і Етьєн шукають друга, переможниця Наталі приносить лист Джоанні, в якому Крістіан розриває з нею стосунки. Хлопці цікавляться долею Крістіана, але Наталі ні про що не хоче розповідати. П'яний Крістіан з'являється в кафе, де погрожує Ніколя ножем. |
| 57.  | «Прощення»                                   | Le pardon                             | Крістіан потроху приходить до тями, але він, як і раніше, не бажає бачити Джоанну. Нещасна дівчина усіма силами намагається спокутувати провину. За порадою подруг вона пише Крістіану лист, в якому говорить, що повертається в Техас. |
| 58.  | «Промоутер»                                  | Le promoteur                          | Гараж, в якому репетирують хлопці, хочуть купити. Що робити? Крістіан вирішує закадрити Софі, у батька якої є вільний гараж. Джоанна зустрічає покупця гаража і зачаровує його. Він запрошує її повечеряти. |
| 59.  | «Сон про шедевр»                             | Rêves de grande œuvre                 | Крістіан розповідає друзям, що уві сні склав чудову мелодію, але, на жаль, не може згадати її при пробудженні. Хлопці сміються над ним, через що Крістіан скаженіє. Однак саме Джоанна знає спосіб відновлення пам'яті. |
| 60.  | «Вечір року (частина 1)»                     | Une soirée rock (1)                   | Наталі змушена залишити навчання в університеті, оскільки її батько не може оплатити його. Вона повернеться в провінцію, де жила, щоб працювати і попрощатися зі своєю мрією. Хлопці та дівчата організовують в кафе вечір року, щоб зібрати гроші для Наталі. |
| 61.  | «Вечір року (частина 2)»                     | Une soirée rock (2)                   | У той час як все готово для вечора, Наталі, яка його ігнорує, приходить в гараж до хлопців і пропонує Ніколя провести з нею ніч. Ніколя відмовляється. На жаль, вся розмова записана на касетник, який принесла Джоанна. Дівчата знаходять цей запис. |
| 62.  | «Сумка з крокодилячої шкіри»                 | Le sac en croco                       | Етьєн робить подарунок Каті у вигляді чудової сумки з крокодилячої шкіри. Каті йому пояснює, що вона перебуває в спільноті захисту тварин і не може прийняти його подарунок. Етьєн приймає її аргументи і забирає сумку назад. Наступного дня Каті бачить аналогічну сумку в руках Наталі: вирішивши, що Етьєн її зрадив, Каті вирішує повернутися додому, в Карказон. |
| 63.  | «Каяття»                                     | Le regret                             | Стурбована тим, що Седрік має до неї почуття, Каті, після його дзвінка серед ночі, погоджується піти на зустріч з ним. Як виявляється, Крістіан бачив їх в нічному клубі. |
| 64.  | «Подруга дитинства»                          | Une amie d'enfance                    | Сесіль – подруга дитинства Каті – повідомляє їй, що приїжджає в Париж. Вона каже, що працюватиме і житиме у свого друга. Увечері вона дзвонить Каті і в сльозах говорить, що друг збирався її зґвалтувати... Дівчата беруться допомагати їй, але Сесіль, посилаючись на важливу вечерю, не повертається вночі і зникає... Тоді дівчата збираються з'ясувати причину. |
| 65.  | «Удар блискавки»                             | Le coup de foudre                     | Джоанна зустрічає Максима – дуже причепливого хлопця, якого збирається представити друзям. Жозе захоплюється Сесіль і рве стосунки з Бенедикт. Сесіль збирається допомогти Джоанні позбутися Максима... |
| 66.  | «Великий Маніту»                             | Le grand manitou                      | Джоанна потрапляє в невелику аварію, злегка вдарившись головою об кермо автомобіля. Вона вирішує скористатися становищем і насмішити «Великого Маніту», як того вимагає індіанська традиція святкування свята, порівнянного з 1 квітня. Джоанна раптом спалахнула пристрастю до Етьєна. |
| 67.  | «Фанатки»                                    | Les groupies                          | Крістіан приводить в гараж дівчат, які бачили виступ хлопців на рок-концерті. Фанатки виявляються злодійками і крадуть всі інструменти з гаража. |
| 68.  | «Фінляндія»                                  | La Finlande                           | Дівчата посперечалися, що за спідню білизну надіто на пана з кафе? Вони познайомилися з ним і попросили зняти штани. У цей момент в кафе увійшли хлопці. Тільки Етьєна з ними не було. Крістіан і Ніколя сердяться на дівчат, потім миряться. Каті запитує – де Етьєн? Крістіан по секрету розповідає Ніколя, що бачив Етьєна з красивою фінкою. Етьєн закохався по вуха. У фіналі Етьєн дзвонить Каті, каже, що кидає її і їде до Фінляндії. Каті плаче. |
| 69.  | «Новенькі»                                   | Les nouveaux                          | Хлопці не хочуть грати без Етьєна, який, раптово закохавшись, кинув усе і поїхав до Фінляндії. Каті почувається ніби розрізана навпіл. Каті хоче, щоб хлопці знайшли іншого басиста. Дівчата потайки від хлопців влаштовують співбесіди і замість бас-гітариста знаходять красеня-ударника Каню. В цей час Жозе знайомить хлопців з Себастьєном. Увечері всі зустрічаються в кафе. З Себастьєном приходить його подруга Лінда. Бас-гітаристом замість Етьєна стає Себастьєн. |
| 70.  | «Вакантне місце»                             | Une place à prendre                   | Джоанна будує плани, як розлучити Себастьєна з його нареченою – моделлю Ліндою. Каті каже, що їде на батьківщину – в Тулузу. А до Себастьєна відкрито «клеїться» Наталі. До того ж, Наталі збирається переїхати в кімнату до Елен і Джоанни, замість Каті. Дівчата розгнівані. Джоанна знайомить хлопців з брюнеткою Лалі і повідомляє, що саме Лалі житиме в кімнаті дівчат. Лалі, наполовину француженка, наполовину бразилійка, відразу подобається всій компанії. |
| 71.  | «Вигнання»                                   | Éjection                              | Лалі розповідає дівчатам про свою трагічну любов. Три роки вона зустрічалася з художником Людовіком. Завдяки йому Лалі захопилася витонченими мистецтвами. На жаль, Людовик розбився на мотоциклі. Дівчата готові подбати про Лалі. Вони вирішують, що Себастьєн їй дуже підходить. Тим часом Себастьєн нарікає, що Лінда рідко буває в Парижі. А до хлопців в кімнату поселяється нечупара Марсель. Всі в шоці від бруднулі. Джоанна каже Марселю, що хлопці хворі небезпечним грибком, дуже заразним. Марсель, надівши гумові рукавички, миттю збирає речі. Себастьєн хоче переїхати до хлопців. |
| 72.  | «Ринва»                                      | La gouttière                          | Джоанна розповідає Лалі про свого прадіда. Індіанці вбили його дружину, яку він шалено любив. Через деякий час він одружився знову. Але індіанці вбили і другу дружину, і третю, і четверту, і п'яту. Тоді прадід одружився з індійкою. Саме її кров тече в жилах Джоанни. Лалі сміється. Вона вже майже готова шукати нове кохання. Лінда каже, що їде на цілий місяць в Нью-Йорк. Перед від'їздом вони сваряться з Себастьєном. Лінда приходить до дівчат в сльозах – її не пустили в гуртожиток до хлопців, а їй дуже треба поговорити з Себастьєном. Дівчата показують Лінді шлях в кімнату хлопців по водостічній трубі. Лінда просить вибачення у Себастьєна. |
| 73.  | «Підозра»                                    | Le soupçon                            | Ніколя і Крістіан побачили, як в парку Лінда цілувалася з Жозе. Джоанна щосили рекламує Себастьєна Лалі. |
| 74.  | «Чужинець»                                   | L'intrus                              | Лалі знайомиться в спортзалі з Бобом і погоджується з ним повечеряти. Вранці Боб надсилає Лалі шикарний букет. Джоанна злиться – її плани руйнуються. Вона готова побити Боба. Але хлопець говорить, що на 2-3 роки їде в полярну експедицію. |
| 75.  | «Пастка»                                     | La drague                             | Джоанна обклеїла всю кімнату портретами Себа і навіть замовила лазневі рушники із зображенням басиста. Можливо, вона сама закохалася в нього. Себастьєн надсилає Джоанні квіти і освідчується в коханні. |
| 76.  | «Приголомшливий ударник»                     | Un percussionniste percutant          | До хлопців приходить ударник Каню. Він відмінно грає. Крістіан ревнує Каню до Джоанни. |
| 77.  | «Нещасний випадок»                           | L'accident                            | Себастьєн з Крістіаном потрапляють в аварію на мотоциклі. Лалі, почувши, що Себастьєн постраждав, непритомніє. Її страхи, пов'язані із загибеллю нареченого, повернулися. Лалі вважає, що завдає нещасть. Лікар наполягає відправити Лалі в будинок відпочинку, але хлопці проти – по суті це психіатрична лікарня. Себастьєн допомагає Лалі позбутися страхів – він катає її на мотоциклі. |
| 78.  | «Гутанані»                                   | Le hootanany                          | Джоанна вирішила, що хлопці можуть легко прославитися. Їм варто лише вигадати собі танець. Джоанна розучує з хлопцями техаський танець «гутанані». Крістіан купує криве дзеркало. Дівчата бачать себе в ньому і лякаються. |
| 79.  | «Відеокамера»                                | Caméra vidéo                          | Крістіан бере у батька відеокамеру. Він збирається знімати кліп для гурту. Але захопившись, знімає під спідницями у відвідувачок кафе і у студенток. Джоанна знаходить відеозапис і вирішує помститися. Дівчата знімають на ту ж касету відвідувачів спортзалу в душі крупним планом. |
| 80.  | «Чвара»                                      | La zizanie                            | Елен заявила, що переїжджає. Джоанна заявила, що Елен з Ніколя схожі на Кена і Барбі. Елен же сказала, що в такому випадку Джоанна з Крі-Крі схожі на Лорен і Карло (маються на увазі Софі Лорен і Карло Понті). Джоанна плаче. Хлопці обговорюють ситуацію. Ніколя грубо озивається про Джоанну. Крістіан б'є його. Гурт на межі розвалу. |
| 81.  | «Слабкий зір»                                | La vue qui baisse                     | Крістіан запросив Джоанну на вікенд до Нормандії. Він хоче сказати їй, що між ними все скінчено, що він закохався у співачку Лолу Марсон. Джоанна ж упевнена, що Крістіан зробить їй пропозицію, і купила Крістіану золотий перстень-печатку. А Крістіан вже купив обручку для Лоли. Однак, з побачення з Лолою Крістіан повертається в чорних окулярах. А у вікенд дарує каблучку Джоанні. |
| 82.  | «Рожева краватка»                            | La cravate rose                       | Джоанна дарує Крістіану рожеву краватку. Крістіан не в захваті від подарунка, він ненавидить краватки. Але щоб помиритися з Джоанною, надягає її. Відбувається те, чого ніхто не очікував: Крістіан в краватці має шалений успіх у однокурсниць Джоанни. |
| 83.  | «Нью Ейдж»                                   | Le nouvel âge                         | Студенти потрапляють під вплив секти Нью-Ейдж. |
| 84.  | «Індіанський відвар»                         | La tisane indienne                    | Джоанна готує індіанський відвар. Він так пахне, що її виганяють спочатку з кімнати дівчат, потім з гаража, а потім і з номера в готелі. Поки Джоанна зайнята, Крістіан проводить час з Бенедикт. Вони вирушили до ресторану і бачать там Жозе і Наталі. Щоб не заважати зраднику, Крі-Крі і Бене ховаються під стіл і там проводять залишок вечора, попиваючи вино. Промокнувши під дощем, Крістіан і Бенедикт забігають в гараж і пристрасно цілуються. |
| 85.  | «Секрет»                                     | Le secret                             | Крістіан з Бенедикт почали таємно зустрічатися. Джоанна, Лалі і Елен якось рано вранці застають їх в кафе, але не надають цьому значення. Закохані дарують одне одному подарунки і домовляються, що поки їх стосунки будуть секретом для оточуючих. |
| 86.  | «Висока руда»                                | La grande rousse                      | Якщо Жозе закохається в когось іншого, Бенедикт зустрічатиметься з Крі-Крі відкрито. Крістіан, окрилений цією ідеєю, випитує у Жозе, що для нього ідеал жінки. Крістіан винахідливо знайомиться в кафе з дівчиною, яка на 100% відповідає смакам Жозе, веде Глорію в гараж, де їх удвох застає Бенедикт. Бенедикт в сльозах тікає. В гараж заходить Жозе. |
| 87.  | «На краю прірви»                             | Le bord du gouffre                    | Елен втрачає кредитну карту. В її пошуках пізно ввечері вона заходить в гараж і бачить там Бене та Крістіана, які пристрасно цілуються і не помічають дівчину. Елен їде до батьків. Вона запитує у мами поради, як вчинити. Мама радить Елен забути про те, що вона бачила. |
| 88.  | «Друзі»                                      | Amis                                  | Серце Джоанни говорить їй, що Крістіан з іншою. Крістіан весь час проводить з Бене. Вони більше не мають наміру ховатися і готові оголосити про свою любов. Але поки вони приймають це рішення, Джоанна не витримує невідомості. Вона сідає в машину і в розпачі їздить містом, шукаючи Крістіана. Машина перевертається. Джоанна в комі. У Лалі істерика. Крістіан розуміє, що він дурень і що любить Джоанну. Він говорить про це їй, яка лежить у комі. Джоанна прокинулася. Крістіан просить вибачення у Бене. Він хоче бути з Джоанною завжди. Крістіан і Бене відтепер – просто друзі. |
| 89.  | «Портрет»                                    | Le portrait                           | У Лалі в школі живопису завдання – треба написати портрет. Позуватиме їй приятель молодшого брата. Джоанна вважає, що Лалі і Жюльєн можуть закохатися одне в одного. А це йде всупереч її планам. Вона відмовляє Жюльєна позувати. Лалі залишилася без моделі. Вона засмучена. Джоанна одразу ж пропонує Себастьєну стати моделлю для Лалі. Але у Себа інші плани. В результаті Джоанна, не знайшовши нікого, просить Крістіана стати моделлю для Лалі. Однак вона потрапляє у власну пастку – з'ясовується, що Крі-Крі позуватиме оголеним. |
| 90.  | «Повернення (частина 1)»                     | Le retour (1)                         | Елен зустрічає своє перше кохання – Олів'є. Той пропонує їй повечеряти – але Елен відмовляється – в цей вечір дівчата вечеряють з хлопцями. Лінда приводить в гараж красиву подружку. Крістіан і Жозе запрошують її на вечерю. Ніколя змушений іти з ними, а дівчатам вони кажуть, що репетирують. Елен йде вечеряти з Олів'є, Джоанна і Лалі замовили піцу, хлопці «У Альфредо» з Ліндою і трьома її подружками. В кімнату до дівчат приходить Наталі. |
| 91.  | «Повернення (частина 2)»                     | Le retour (2)                         | Джоанна не розмовляє з Крістіаном. Ніколя переживає, що Елен дізнається про його вечерю з моделями. Жозе закладається з Крістіаном на 200 франків, що сам розповість все Бене. Він дійсно говорить Бенедикт, що вечеряв вчора з хлопцями, Ліндою і її подругами. Бене хвалить його за відвертість і йде в кафе. Там вона, сміючись, розповідає про це Елен. Елен прощає Ніколя і каже, що вечеряла з Олів'є. Джоанна обдзвонює своїх колишніх і запрошує на вечерю всіх підряд. Вона каже, що з жалюгідним типом Крістіаном все скінчено. Але колишні або хочуть лише сексу, або одружені і мають дітей. Елен повідомляє, що Олів'є без тями від Джоанни і мріє про зустріч. Джоанна погоджується. Але в ресторан замість Олів'є влітає Крістіан в костюмі і з букетом квітів. |
| 92.  | «Англія (частина 1)»                         | L'Angleterre (1)                      | Наталі повідомляє, що Джон Вандер пропонує хлопцям поїхати в Англію, щоб акомпанувати одному відомому англійському співакові. Джоанна курить і влаштовує пожежу у ванній. Дівчата збираються поїхати в Англію разом з хлопцями. |
| 93.  | «Англія (частина 2)»                         | L'Angleterre (2)                      | Ніколя, Крістіан і Жозе не знають, як сказати дівчатам, що вони хочуть поїхати на гастролі одні, а Себастьєн, немов навмисне, після вечері з Лалі запросив її до Англії. Елен не впевнена, що дівчатам варто їхати. |
| 94.  | «Холостяцьке життя»                          | La vie de célibataire                 | Дівчата нудьгують. Наталі знайомить їх зі своїми друзями, але це не вдається. Елен перебирає в гаражі струни гітари Ніколя, Джоанна торкається установки Крі-Крі. Бене та Лалі теж приходять в гараж. Джоанні сниться жахливий сон: Крі-Крі повернувся з Англії з блондинкою Елізабет. «Це королева Англії і моя наречена» – пояснює він Джоанні. Себастьєн дзвонить Лалі з Англії. Дівчата зляться і запрошують на обід друзів Наталі. Однак до столика підходить офіціант і оголошує: «Дзвінок з Англії!» |
| 95.  | «Повернення додому»                          | Back home                             | Під час перебування в Англії Себ посварився з Ліндою, а Крістіан весело провів час з якоюсь Діаною. Але хлопці повернулися. Вони приїхали на машині рано вранці, а дівчата думали, що вони прилітають вдень. Коли Крістіан подзвонив дівчатам, ніхто не взяв трубку – дівчата з ранку були в спортзалі. Крістіан мучиться підозрами. Він при зустрічі кричить на Джоанну, звинувачуючи її в вигаданих зрадах. Але в цей момент двері кафе розкриваються і вбігає Діана. |
| 96.  | «Діана»                                      | Diana                                 | Крістіан не знає, як вимолити прощення у Джоанни. А Джоанна вирішила, що більше не любить Крістіана. Діана живе у Жозе, а Жозе тимчасово переїхав до Бенедикт. Вечеряють всі разом, серед них і Діана. Після вечері Джоанна йде ночувати до Джона. |
| 97.  | «Прощання»                                   | L'adieu                               | Наталі радить Крістіану не кидати Діану. Вона впевнена, що Джоанна так любить Крістіана, що ділитиме його з Діаною. Крістіан самовдоволено підтверджує, що так, він такий. Джоанна зізнається, що Джон відправив ночувати її в окрему кімнату. Вона каже Крістіану, що любить його. А Себастьєн освідчується в коханні Лалі. Однак до кафе заходять Наталі і Діана. Наталі нацьковує Діану на Джоанну. А Крістіан каже: «Дівчата, не сваріться, я люблю вас обох!». Це переповнює чашу терпіння Джоанни. Вона пакує речі, збираючись в Техас. |
| 98.  | «Несподівана розв'язка»                      | Coup de théâtre                       | Джоанна прощається з дівчатами, просить нічого не говорити хлопцям. Крістіан грає крутого хлопця. У ніч перед від'їздом Джоанни нікому не спиться. Ніколя і Себастьєн о 3 годині ночі музикують у гаражі. Джоанна, Елен і Лалі, прогулюючись, чують музику і заходять в гараж. Ніколя, дізнавшись, що Джоанна відлітає, біжить додому і будить Крістіана. Але Крістіан впевнений, що Джоанна блефує. В останній момент Крістіан лізе у вікно до дівчат і падає на коліна: «Джоанна, я люблю тебе!». Те ж він повторює при всіх, коли Джоанна вирішує залишитися. |
| 99.  | «Неприлаштована англійка»                    | Une anglaise à caser                  | Джоанна щаслива. Вона жваво цікавиться долею нещасної англійки Діани. А Крістіан запевняє хлопців, що його вчорашні освідчення – не більше ніж гра. Наталі ж запевняє, що закохалася в якогось красеня Стефана. Джоанна збирається знайти Діані нареченого і велить їй прикинутися потопаючою в басейні. Англійка не вміє плавати і тоне по-справжньому. Діану рятує Стефан. |
| 100. | «Спокуса (частина 1)»                        | La tentation (1)                      | За столик до Ніколя підсідає Арієль – зріла розкішна жінка. Вона справляє на нього незабутнє враження і залишає номер телефону. Ніколя довго не наважується подзвонити. Але потім каже, що хворий, і, коли друзі йдуть, призначає Арієль зустріч у кафе. Крістіан знайомить друзів з товстуном Гідеоном – гітаристом і другом дитинства. Гідеон клеїться відразу до всіх дівчат. |
| 101. | «Спокуса (частина 2)»                        | La tentation (2)                      | Ніколя обманює Елен і признається Арієль, що йому шалено добре з нею. Ніколя вважає, що лише з Арієль став справжнім чоловіком. Гідеон застає Ніколя і Арієль в гаражі. Ніколя говорить Елен, що на вікенд їде до старої тітки в провінцію. Гідеон пристає до Елен. Елен погрожує поскаржитися на нього Ніколя. Гідеон розповідає Елен про те, що він побачив у гаражі. |
| 102. | «Спокуса (частина 3)»                        | La tentation (3)                      | Елен плаче. Крістіан просить Себастьєна користуватися презервативами. Гідеон розповідає Крістіану про те, що Ніколя цілувався в гаражі зі старшою брюнеткою, і про те, що він, не втримавшись, розповів про це Елен. Крістіан б'є Гідеона. І Ніколя, повернувшись, теж б'є Гідеона. Ніколя влазить у вікно кімнати дівчат. Ніколя і Елен знаходять спільну мову. |
| 103. | «Ще одна зрада»                              | Une fois de trop                      | Арієль приходить на факультет до Ніколя. Вона дякує йому за те, що знову відчула себе 18-річною. Ніколя йде. Зате Крістіан не розгублюється. Він запрошує заплакану Арієль випити. Джоанна приходить провідати «хворого» Крістіана в гуртожиток. Але Крі-Крі там немає. Він в цей час в гаражі займається любов'ю з Арієль. В розпал до гаража заходить Джоанна. Джоанна вирішує їхати. Крістіан знову лізе по трубі в гуртожиток до дівчат. Але цього разу Джоанна не слухає його. |
| 104. | «Ще одна втрата»                             | Une de perdue                         | Джоанна полетіла. Крістіан думає, що її відліт – розіграш. Він упевнений, що Джоанна його надто любить, щоб кинути. Він всю свою увагу віддав Арієль. Елен зізнається Бенедикт, що якось застала Бене та Крістіана, які цілувалися в гаражі. І тільки Бенедикт, на думку Елен, може поговорити з Крістіаном. |
| 105. | «Один»                                       | Seul                                  | Крістіан сказав, що виріс. Він зустрічається з Арієль. Арієль відверто говорить з дівчатами. Вона зізнається, що любить Крістіана. Дівчата теж подружилися з Арієль і разом ходили по магазинах. Вночі Арієль прийшла в кімнату до дівчат вся в крові і саднах. Вона розповіла, що за вечерею Крістіан напився і побив її. |
| 106. | «Божевілля»                                  | La folie                              | Арієль прокинулася вся в синцях і плаче від болю. Жозе знайшов з ранку п'яного Крістіана в канаві, загорнув у ковдру і притягнув до гуртожитку. Наталі каже, що це вона викинула Крі-Крі в канаву, попередньо провівши з ним ніч. Викинула, бо ненавидить наркоманів. Ніколя знаходить сліди уколів на руках Крістіана. Хлопці намагаються з'ясувати, хто дилер. Арієль мириться з Крістіаном. Він просить наркотики у неї. |
| 107. | «Найчорніший день»                           | Le jour le plus noir                  | Бенедикт втратила золотий ланцюжок. В його пошуках вона заходить у гараж. А там – Крістіан, який щойно вколовся. Він пристає до Бене. Дівчина чинить опір. Крістіан штовхає її. Бене падає і непритомніє. Коли вона приходить до тями, він починає її душити. В гараж вбігають хлопці. Вони бачать, як Крістіан знущається над Бене. Елен б'є Крістіана по обличчю. |
| 108. | «Викриття»                                   | La révélation                         | Крістіан розуміє, що мало не вбив Бене, але дилера не здає. Дівчата самі виявляють підозрілого типа на факультеті. Ніколя і Себастьєн тягнуть його в гараж. Той зізнається, що торгує «колесами», «травичкою», але кокаїну і героїну у нього немає. Хлопці спалюють знайдені наркотики і гроші, а дилера відводять у поліцію. І замислюються – звідки у Крістіана гроші на «серйозні» наркотики? У Париж приїхала Лінда. Виявляється, вона знайома з Арієль – топ-модель Лінда і фотограф Арієль часто працювали разом раніше. Лінда запитує у хлопців: «А що Крістіан робить з Арієль? Адже Арієль – викінчена наркоманка!» |
| 109. | «Дивовижна подруга»                          | Une amie stupéfiante                  | Хлопці здогадуються, що Арієль саджає хлопців на наркотики, щоб вони від неї не пішли. Лалі переживає через Лінду і Себастьєна. Арієль з Крістіаном повертаються з Амстердама з придбаннями, заходять в гараж. Крістіан наполягає на негайній пробі «покупок». Незабаром туди ж приходить Лінда – на зустріч з хлопцями. Очманілий Крістіан нападає на Лінду. В останній момент в гараж вриваються хлопці. Крістіан клянеться, що зав'яже з наркотиками. Лалі розмовляє з Ліндою. |
| 110. | «Повернення в гавань»                        | Retour au port                        | Крістіан подолав тягу до наркотиків у лікарні. Лінда знайомить Крістіана з моделлю Аньєс. Вони подобаються одне одному. Але Аньєс знайома з Наталі. Між ними є якась таємниця. Після побачення з Аньєс Крістіан просить у друзів в борг 20 000 франків. Виявляється, батьки Аньєс позичили гроші у батьків Наталі на операцію для батька Аньєс. На жаль, всі хлопці на мілині. Аньєс виручає Лінда – у неї вийшов каталог, і вона з радістю допомагає подрузі. |
| 111. | «Нова любов»                                 | Amour nouveau                         | Аньєс хоче поїхати працювати до Японії, щоб віддати борг Лінді. Закоханий Крістіан робить все можливе, щоб Аньєс залишилася в Парижі. Він домовляється з дівчатами, щоб Аньєс спала на ліжку Джоанни. Елен дзвонить Джоанні. Вона дуже сумує за подругою. |
| 112. | «Поема»                                      | Un poème                              | Крістіан пише слова пісні, присвячені Джоанні. Ніколя – музику. А Елен – співає цю пісню. Крістіан рве з Аньєс. Елен зізнається Крістіану, що Джоанна весь час запитує про нього і досі любить його. |
| 113. | «Чарівна пісня»                              | Chanson magique                       | Всі слухають нову пісню «Одного разу у вересні» і плачуть від захвату. Елен і Ніколя розповідають Джоанні про пісню. Джоанна дзвонить Крістіану. Томас Фава пропонує Елен і Ніколя випустити пісню. Він упевнений: це новий хіт. Хлопці відмовляються: ця пісня – надто особиста. |
| 114. | «Крадіжка»                                   | Le vol                                | Наталі і Томас пропонують Джону віддати їм касету з піснею. Джон відмовляється. І тоді вони крадуть майстер-касету. Лінда їде до Японії. Аньєс спілкується по телефону з Джоанною. Наталі заявляє, що пісню «Одного разу у вересні» співатиме вона. Розлючені хлопці тягнуть Томаса в гараж. |
| 115. | «Таємниця Аньєс»                             | Le mystère d'Agnès                    | Аньєс збирає речі і йде з гуртожитку в гараж. Там її зустрічає шалено закоханий в неї Жозе. Але Аньєс дає йому зрозуміти, що між ними нічого не може бути. Потім вони йдуть у кафе. Всі питають, чому вона їде, але Аньєс мовчить. Вона призначає всім зустріч у гаражі і просить хлопців і дівчат занести з вулиці її речі. Тільки Крістіана вона просить залишитися. Той нудьгує на самоті в гаражі. |
| 116. | «Щастя»                                      | Le bonheur                            | Джоанна пробачила Крі-Крі. Закохані щасливі. Наталі просить вибачення у Елен за злодійство. Джоанна і Крі-Крі не повернулися ночувати. З'ясовується, що вони застрягли у відкритому полі і провели ніч під машиною з розвідним ключем. Джоанна і Крістіан йдуть удвох до дівчат у ванну і влаштовують потоп. Жозе залицяється до Аньєс і ігнорує Бенедикт. |
| 117. | «Коханий Крі-Крі»                            | Cricri d'amour                        | Джоанну поновили на факультеті. Крістіан завалює Джоанну квітами і подарунками. Аньєс живе у Жозе – він віддав їй кімнату для гостей. Бене злиться. |
| 118. | «Повернення любові»                          | Retour de flamme                      | Бене заявляє Аньєс: «Нехай Жозе любить тебе, я буду хоча б впевнена, що він не ходить наліво!» Дівчата повернулися з розпродажу. Джоанна купила червоне міні, Лалі – леопардові вбрання, Елен – щось у квіточку. Бенедикт красується в міні-шортах. До того ж, Бенедикт зустріла Каню і запропонувала йому пожити у неї, в гостьовій кімнаті. Вона каже Жозе: «У Каню такі красиві очі – це підійме мені настрій за сніданком». Жозе почав ревнувати. Він пропонує поміняти Аньєс і Каню місцями. |
| 119. | «Ґніт і порохова бочка»                      | Le feu aux poudres                    | Джоанна знову вирішила виступити в ролі свахи. Вона впевнена, що Аньєс і Каню створені одне для одного. Каню закохується в Наталі. |
| 120. | «І знову любов»                              | L'amour toujours                      | Жозе переживає. Він закоханий в Аньєс. Аньєс любить Каню. Каню любить Наталі. Наталі відверто говорить з Аньєс – запевняє, що вперше закохалася так, що це дає їй тільки радість. |
| 121. | «Троянський кінь»                            | Le cheval de Troie                    | Томас Фава вмовляє Крістіана представити пісню Джоанни широкому загалу. Крістіан у роздумах. |
| 122. | «Сумнів»                                     | Le doute                              | Ніколя збирається йти з гурту й університету. Йому терміново потрібні сто тисяч франків, він повинен врятувати брата від боргової в'язниці. Елен планує допомогти коханому і влаштовується працювати в ресторан. У зв'язку з цим Крістіан погоджується на пропозицію Томаса. |
| 123. | «Контракт»                                   | Le contrat                            | Ніколя і Елен трудяться в поті чола. Крістіан вручає Ніколя чек на 100 000 франків. |
| 124. | «Танцювальна музика»                         | Dance music                           | Хлопці записують в студії пісню. Джоанна і Лалі сидять на дієті. Томас Фава пропонує додати в пісню біт — більше ударних. Хлопці в роздумах. |
| 125. | «Плутанина»                                  | Le gâchis                             | Томас зробив для пісні жахливе аранжування. При цьому він принижує Елен, яка не може співати під огидну музику. Хлопці б'ють його, він викликає своїх охоронців. |
| 126. | «У пастці»                                   | Pris au piège                         | Дівчата обробляють рани Ніколя і Крістіана після бійки з охоронцями Фава. Наталі викливається помститися Томасу, але той б'є її і погрожує тюрмою Крістіану за невиконання зобов'язань. |
| 127. | «Проблема без вирішення»                     | Un problème sans solution             | Джоанна запрошує Томаса Фава на побачення. Той виявляється мазохістом: згадує момент, коли Джоанна плюнула йому в обличчя. Крістіан через відлучки коханої без жодних пояснень упевнений, що Джоанна вагітна. |
| 128. | «Квадратура кола»                            | La quadrature du cercle               | Джон знайомиться в кафе з прекрасною дівчиною. Це Аньєс. Вона приємно здивована, що її новий знайомий – близький друг дівчат. А той, у свою чергу, дорікає дівчатам, що вони не познайомили його з Аньєс раніше. Аньєс і Джон йдуть на побачення і бачать в ресторані Томаса і Джоанну. Вони зустрічаються кожен день. Джоанна запевняє хлопців, що почала вивчати китайську мову. «У такому разі, – каже Елен, яка від Аньєс знає секрет Джоанни, – я запишуся на заняття разом з тобою!» |
| 129. | «Зрада»                                      | La trahison                           | Джоанна з Томасом приходять до Джона. У того перебуває Аньєс. Джоанна каже їм, що невдовзі повідомить Крі-Крі про розрив. Після запису пісні Елен Томас планує вирушити з Джоанною у весільну подорож. |
| 130. | «Життя прекрасне»                            | La belle vie                          | Джоанна думає, кого б ще звести в пару? Мотоцикл Себастьєна збиває красуня Аннет. Вона залишає свій номер телефону Ніколя. Друг Лінди – німець-модель Джиммі – закохується в Лалі. Аннет і Джиммі виявляються братом і сестрою. |
| 131. | «Нові друзі»                                 | De nouveaux amis                      | Дівчата без угаву говорять про красунчика Джиммі. Лалі спить і бачить сни про нього. Але він холодний до дівчат. Лінда каже, що Джиммі завжди один. Між Бене та Каню спалахує іскра. |
| 132. | «Зустрічі»                                   | Rencontres                            | Лалі зустрічається з Джиммі і запитує його, чи подобаються йому жінки. Джиммі зізнається про свій зв'язок з чоловіком, але одразу ж говорить Лалі, що у неї найкрасивіші очі серед всіх жінок і чоловіків. Лалі тане. |
| 133. | «Підпільники»                                | Clandestins                           | Аннет відверто «клеїться» до Ніколя. Але той стійко вірний Елен. У Лалі божевільний роман з Джиммі. Лалі і Джиммі йдуть в кафе і зустрічають там Бенедикт і Каню, які цілуються. |
| 134. | «Докори сумління»                            | Remords                               | Джоанна примушує Крістіана зізнатися, що він мріє про Аннет. Лалі і Бене зустрічаються з Джиммі і Каню на іншому кінці міста, біля юридичного факультету. Жозе, Себастьєн і Наталі сумують на самоті. Себастьєн на мотоциклі вирушає шукати Лалі. Його збиває вантажівка. |
| 135. | «Драма»                                      | Drame                                 | Себастьєн в комі. Лалі чергує біля його ліжка. Лінда ридає – вона готова віддати життя за Себастьєна. Каню зізнався Наталі в своїх стосунках з Бенедикт. Каню вважає, що трагедія трапилася з Себастьєном через те, що вони зробили поганий вчинок. І він, і Бене, і Лалі несуть покарання за зраду. У Лалі нервовий зрив. Вона впевнена – Себастьєн помре, а винна вона. |
| 136. | «Каяття»                                     | Regrets                               | Себастьєну гіршає. Лалі збирається бути з ним щохвилини. Хлопці не повідомляють їй всієї правди. Лалі зізнається Ніколя, що зрадила Себасьтєну з Джиммі. |
| 137. | «Ніжність»                                   | Tendresse                             | Себастьєн врятований. Хлопці з радощів напиваються. Бене зізнається Жозе в своїй зраді. |
| 138. | «Одужання»                                   | Réparation                            | Каню збирається виїхати в штати. Наталі страждає. Жозе тепер точно впевнений, що любить Бенедикт. Джоанна мирить Наталі і Каню. Крістіан призначає побачення якійсь Терезі. |
| 139. | «Рецидив»                                    | Récidive                              | Крістіан знайомить усіх з блондинкою Терезою – своєю шкільною любов'ю. Джоанна ревнує. І не дарма. Спочатку Крі-Крі приводить Терезу на романтичну вечерю, яку влаштувала Джоанна. Потім, проводжаючи Терезу додому, заводить її в гараж і цілує. |
| 140. | «Хитрість»                                   | La ruse                               | Себастьєн виходить з лікарні. Лалі радіє. А ось Джоанна сумує. Вона не довіряє Крі-Крі. Джоанна каже Жозе, що Тереза без тями від нього. Той довірливий, як дитина. Він одразу ж починає волочитися за Терезою. А Джоанна хоче побачити реакцію Крістіана на це. Але тест пройшли всі. Вони знайшли, як викрутитися. Увечері Джоанні дзвонить її батько. |
| 141. | «Невловимий»                                 | Introuvable                           | Мати Джоанни лягає на операцію. Джоанна повинна поїхати до неї. Наталі бачить Крістіана в машині з Терезою. |
| 142. | «Ще не охололе місце»                        | Une place encore chaude               | Джоанна полетіла, залишивши дівчатам список того, що Крістіан буде їсти, які його речі треба забрати з чистки. А Крістіан всюди з'являється з Терезою. Тереза прийшла до дівчат. Вона посварилася з Крістіаном. |
| 143. | «Конфлікт в групі»                           | Conflit de groupe                     | Крістіан водить Терезу на всі репетиції. Вона висловлює свою негативну думку з приводу гри всіх, крім Крі-Крі. Хлопці сваряться. Лінда не може забути Себастьєна. Вона хоче поїхати. Крістіану набридає, що Тереза ходить за ним слідом. Він просить дівчат, щоб вони дозволили пожити Терезі у них в кімнаті. |
| 144. | «Напад безумства»                            | Coup de folie                         | Тереза переїжджає до дівчат. А Крістіан, користуючись свободою, заводить роман з Патрісією. Тереза бачить, як вони цілуються в кафе, але мовчить. |
| 145. | «Заміна»                                     | Le remplaçant                         | Тереза займається в спортзалі. З нею знайомиться невисокий брюнет з карими очима – Крістоф. Крістіан же призначає побачення все новим і новим дівчатам. Він приводить на репетицію близнят. Хлопці обурені і виганяють прихильниць. Крістіан пристає до Лінди. Вона б'є його по обличчю. Крістіан сповіщає хлопців про те, що їде до коханки в Сен-Тропе на тиждень і знайшов собі заміну. Це Крістоф. |
| 146. | «Спроби»                                     | Tentatives                            | Хлопці намагаються звести Терезу і Крістофа. |
| 147. | «Одкровення»                                 | Révélations                           | Лінда намагається накласти на себе руки. Про це знають лише Наталі, Елен і Ніколя. В гараж в пошуках Крістіана йдуть юрби шанувальниць. Крістоф і Тереза знаходять спільну мову. |
| 148. | «Набуття себе»                               | Récupération                          | Лалі і Себастьєн дізнаються про спробу Лінди вчинити самогубство. Лалі знову звинувачує у всьому себе. Вона кидає Себастьєна. Ніколя і Себастьєн б'ються. Лалі мириться з Себастьєном. Хлопці лікують фінгали. Лалі змушує Терезу поцілувати Крістофа. |
| 149. | «Закінчення канікул»                         | Retour de vacances                    | Повернувся Крістіан. Він пропонує Терезі закрутити інтрижку з Крістофом. |
| 150. | «За межею»                                   | Au-dessus des limites                 | Хлопцям шкода розлучатися з Крістофом. Дівчата обговорюють Крістіана. Він відмовляється користуватися презервативами і може підчепити смертельну хворобу. Мати Джоанни майже одужала, і Джоанна збирається незабаром повернутися. Тереза повідомляє, що між нею і Крістіаном все скінчено. Елен і Лалі дарують Крістіану коробку з ароматними презервативами. Тереза зі сльозами на очах просить Крістофа зайнятися з нею любов'ю, щоб повернути Крі-Крі. |
| 151. | «Повернення до старого»                      | Reconquête                            | Крістоф грає в гурті другим клавішником. Крістіан просить грошей у Ніколя, нібито на дівчат і випивку. Потім він позичає гроші у Елен. Ніколя знаходить Крістіана в кафе за столиком з Арієль, де вони захоплено розмовляють про наркотики. |
| 152. | «Зміна»                                      | Changement                            | Крістіан дякує друзям за черговий порятунок себе від наркотиків і Арієль. У гаражі панує атмосфера дружнього гумору. Жозе з Крістофом проводять багато часу за синтезаторами. Бене дорікає Жозе в зраді. «Ти зраджуєш мені з Крістофом!» – каже вона. |
| 153. | «Солодкі миті»                               | Doux instants                         | У Крістіана таємний роман з Ліндою. |
| 154. | «Потихеньку»                                 | Tout doucement                        | Лінда з Крістіаном домовляються про те, що їхні стосунки будуть таємними. Тереза збирається на побачення зі своїм босом. Тому 40 років, він одружений і має трьох дітей. |
| 155. | «Неприпустиме»                               | Inadmissible                          | Лінда каже Крістіану, що вона закохалася так сильно вперше в житті. Крістіан каже їй, що все життя чекав тільки її. Терезу намагався зґвалтувати її начальник. Вона в шоці. Наталі ходить з гіпсом на нозі – невдалий стрибок з парашутом. Бенедикт зустрічається з начальником Терези і заманює його в гараж. Хлопці його б'ють. |
| 156. | «Все непросто»                               | Jamais simple                         | Лалі радіє – Тереза помстилася. Всі обговорюють роман Лінди і Крістіана. Крістіан запевняє, що вони з Ліндою просто друзі. Дівчата хочуть його подражнити і кажуть, що бачили Лінду в басейні з красенем. А Жозе каже, що бачив їх в клубі. Крістіан злиться, від відчаю він викликає двох подружок, вони цілують його, коли в гараж заходить Лінда. |
| 157. | «Непорозуміння»                              | Malentendus                           | Лінда плаче і скаржиться Елен. З'ясовується, що красень, з яким Лінда плавала в басейні – це її друг. Він гей. Крістіан все не так зрозумів, а Лінда страждає. В гараж у пошуках Крістіана приходить Аделіна. Всі хлопці закохуються в неї з першого погляду. Лінда бачить Аделіну і тікає в розпачі. Але Аделіна каже, що вона сестра Крістіана. Лінда і Крістіан миряться і освідчуються одне одному в любові. |
| 158. | «Велике щастя»                               | Le grand bonheur                      | Жозе клеїться до Аделіни. Та ставить йому синець під оком. |
| 159. | «Авторське полотно»                          | Un tableau de maître                  | Тереза повідомляє, що якщо не знайде роботу, їй доведеться виїхати. Лінда і Крістіан бачать, як у кафе якийсь тип дає Лалі купу грошей. Лалі віддає їх Терезі. |
| 160. | «Чітко і ясно»                               | Clair et net                          | Елен вимагає, щоб Крістіан сказав Терезі, що між ними все скінчено. Крістіан робить це. Терезі дуже боляче. |
| 161. | «Хвилювання»                                 | Émotions                              | Лалі в кафе знайомиться з Жаком. Вона в захваті від нього. Жозе клеїться до Аделіни. Увечері Лалі просить подруг прикрити її. |
| 162. | «Скарбничка секретів»                        | Le jardin secret                      | Лінда пропонує Аделіні пройти проби в модельному агентстві. Жозе при Бене масажує ноги Аделіні. Бене злиться. Ніколя хоче познайомити Елен з другом дитинства. Ним виявляється Жак. |
| 163. | «Світ тісний»                                | Le monde est petit                    | Бене пішла від Жозе, обливши фарбами весь його одяг. Вона застала Жака в клубі з Аделіною. Елен, Бене та Лалі сперечаються, хто з них буде з Жаком. Крістіан і Лінда цілуються в гаражі в повній темряві. Заходить Жозе з Аделіною. Не помітивши першу парочку, вони теж починають цілуватися. |
| 164. | «Пробачити не означає перемогти»             | Pardonner n'est pas gagner            | Бене збирається помиритися з Жозе, а він проводить весь вільний час з Аделіною. Жозе вважає, що їх історія з Бене закінчена. Жак розповідає, що був усиновлений в 5-річному віці, а до того ріс у притулку. |
| 165. | «Вибір»                                      | Le choix                              | Крістіан признається, що закоханий в Лінду. Дзвонила Джоанна, вона сказала, що зустріла чоловіка, моряка, вищого за неї на 20 см, і залишається з ним. Бене без тями від Жака. |
| 166. | «Пропозиція»                                 | Proposition                           | Елен і Лалі чекають Жака в кафе, а він гуляє Парижем з Бене. Вони щасливі. Бене каже, що збирається продати Жаку стару сімейну реліквію. |
| 167. | «Гикавка»                                    | Le hoquet                             | Жозе весь вечір загравав з кимось в ресторані. Аделіна за це роздряпала йому все обличчя і спину. Лалі мало не потонула в басейні, і все заради того, щоб Жак зробив їй штучне дихання. |
| 168. | «Відмова»                                    | Le refus                              | Всі дівчата говорять про Жака. Бене змушує гуляти його з собою, але страждає, бачачи, як Жозе милується з Аделіною. Вона просить Жака закохатися в неї, але Жак каже, що вже закоханий в іншу дівчину, яка навіть не знає про це. |
| 169. | «Обирай»                                     | Choisis                               | Бене плаче. Вона не може без Жозе. Елен радить їй порозумітися з коханим. Бене приходить до Жозе, зізнається, що любить його і не може без нього жити. Потім вона ставить Аделіну біля себе і каже: «Обирай!» |
| 170. | «Квиток в один кінець»                       | Un aller simple                       | Бене, Аделіна і Жозе будуть зустрічатися втрьох – поки Жозе не зробить остаточного вибору. Наталі каже Жаку, що хоче його. Жак опирається. У Париж повернулася Джоанна. Вона розповідає Крістіану, що зрадила його з ударником техаського кантрі-гурту, але готова відновити стосунки. Крі-Крі зізнається, що любить Лінду. |
| 171. | «Кінець епохи»                               | La fin d'une époque                   | «Все в минулому, але Джоанна назавжди залишиться в моєму серці» – запевняє Крістіан. Жозе злиться – Бене та Аделіна змушують його спати одного у ванній. Джоанна запросила Жака на романтичну вечерю. |
| 172. | «Множення на 2»                              | Multiplié par deux                    | Наталі відкриває Ніколя очі на те, в кого закоханий Жак. |
| 173. | «Суперник»                                   | Le rival                              | Жак їде в Тулузу. Він запрошує Елен повечеряти перед поїздом і просить її не говорити про це іншим. Крістіан напахтився модними парфумами, які привезла йому Лінда зі Швеції. Це виявився плямовивідник. Елен відповідає на поцілунок Жака. Той просить провести його на поїзд. Елен погоджується. Ніколя йде на вокзал і стикається там з Жаком і Елен, які тримаються за руки. |
| 174. | «Помилка»                                    | La faute                              | Елен кається. Ніколя зник. Аделіна і Бене бачили його в нічному клубі з Наталі. Елен ледь не задушила Наталі. |
| 175. | «Як колись»                                  | Comme avant                           | Джоанна, Лалі і Елен дружно ремонтують машину Лінди. Жозе замкнувся в гаражі, рятуючись від Бене та Аделіни. Дівчата після ремонту вчотирьох миються в душі у хлопців. Крістіан цілує Джоанну. |
| 176. | «Заколот»                                    | Révolte                               | Крістіан і Джоанна разом поїхали на канікули в Бретань. Жозе змінив замки у своєму будинку, щоб відпочити від Аделіни і Бене. |
| 177. | «Без житла»                                  | Sans logis                            | Бене та Аделіна ночували у Елен і Лалі. Вони палають бажанням помсти і починають клеїти в кафе хлопців, щоб переїхати до того, хто виявиться «з квартирою». Бене та Аделіна переїжджають до соромливого Жерара. Жозе ледь його не вбив. |
| 178. | «Пограбування»                               | Cambriolage                           | Повертається з канікул Джоанна. Вона оголошує дівчатам, що вони з Крістіаном вирішили жити разом, і він запропонував їй одружитися. З кімнати Ніколя і Себастьєна вкрали всі речі Крістіана. З'ясовується, що Крі-Крі забрав потихеньку свої речі, щоб Ніколя не встиг висловити йому закиди з приводу тривалої відсутності. Сам Крістіан нібито поїхав до батьків. Аделіна погодилася переночувати у Крістофа. |
| 179. | «Підлість»                                   | Lâcheté                               | Ніколя говорить Елен, що Крістіан залишив йому лист, в якому попросив забути його і ніколи не шукати і передати це іншим. Крістіан «заповідав» Ніколя свою ударну установку і вирішив почати абсолютно нове життя, кинувши всіх, зокрема й наречену. Елен не знає, як сказати Джоанні про цю підлість. |
| 180. | «Сміливість»                                 | Courage                               | Ніколя забороняє згадувати Крістіана при ньому. «Його більше не існує!» – сердиться він. Джоанна тримається щосили. Аделіна переїжджає до дівчат – в кімнату ставлять четверте ліжко. Джоанна обліплює куточок Аделіни фотографіями Крістофа. |
| 181. | «Клуб»                                       | Le club                               | Наталі повернулася з Нью-Йорка зла. Каню закохався в іншу. Лінда теж в Парижі і теж нещасна. Джоанна пропонує об'єднати їх і організувати «Клуб кинутих». З'ясовується, що Лінда вагітна від Крістіана, тому він і поїхав. |
| 182. | «Складна ситуація»                           | Situation difficile                   | Ніколя в сказі – він ненавидить Крістіана. Дівчата опікують Джоанну і Лінду. Вони влаштовують вечерю. Аделіна цілується з Крістофом. Джоанна просить Елен і Лалі доглядати за Ліндою і Аделіною – а сама Джоанна повертається до Техасу. |
| 183. | «Класна сорочечка»                           | Brassière à craquer                   | Лалі скупила купу ниток і спиць. Вона змусила всіх дівчат в'язати речі для майбутнього малюка Лінди. |
| 184. | «Бебі-бум»                                   | Baby boom                             | Наталі намагається спокусити Крістофа. Вона показує йому альбом з фотографіями, на яких зображена оголеною. Лалі відчайдушно заздрить Лінді і поводиться як вагітна. Аделіна тікає з гуртожитку під покровом ночі, у неї неприємності. |
| 185. | «Паелья»                                     | La paëlla                             | Лалі робить тест на вагітність. Він негативний. Лалі переконує Лінду народжувати у воді. Аделіна плаче. Вона розповідає Елен, що її кузен Крістіан не заплатив за наркотики і тепер за 20 000 франків його погрожують вбити. Аделіна, щоб врятувати його, змушена продати сімейні коштовності. Хлопці скидаються і виручають Аделіну. Лалі вимагає паелью. Лінда їде за паельєю для Лалі разом з Себастьєном, і вони потрапляють в аварію. Лінда може втратити вагітність. |
| 186. | «Важке завтра»                               | Lendemain difficile                   | З Ліндою все гаразд. Наталі називає дитину Лінди виродком. Лалі розмазує морозиво по обличчю Наталі. Наталі приходить у гараж, де спить Себастьєн, розстібає у сплячого сорочку і починає цілувати. Їх застає Лалі. Дівчата б'ються. |
| 187. | «Репетиція, що не відбулася»                 | Répétition ratée                      | Жозе залишився вдома фарбувати кухню. Крістоф купив обручку Аделіні. Себастьєн іде з Лалі за пелюшками. |
| 188. | «Іскри»                                      | Des étincelles                        | У Лалі проблеми з печінкою, вона їсть забагато жирного. Але вона заявляє, що вагітна і хоче малюка. В гараж щабігає Наталі, обличчя її подряпане до крові. На Наталі напали троє чоловіків і намагалися її зґвалтувати. |
| 189. | «Небезпека»                                  | Dangers                               | Ще тиждень тому Лалі ненавиділа Наталі, а тепер опікує бідолаху. Свідків спроби насильства не було, тому поліція нічим не допомагає. Хлопці самі готують каральну операцію. Дізнавшись про це, Наталі відмовляє хлопців від бійки – у ґвалтівників є пістолет. |
| 190. | «Мерзотники»                                 | Les odieux                            | Дівчата разом з Наталі йдуть у клуб – ловити ґвалтівників «на живця». Вони заманюють трійцю в гараж і просять роздягнутися догола, нібито для бурхливого сексу. Коли мажори залишаються оголеними, з картонних коробок вискакують Ніколя і товариші. Хлопці фотографують ґвалтівників і загрожують відіслати знімки їхнім батькам. |
| 191. | «Знак подяки»                                | Remerciements délicats                | Наталі просить у Ніколя один поцілунок і отримує його. Але вона хоче більшого в знак подяки за порятунок. З'ясовується, що вона кохає Ніколя. Наталі домагається свого. Лалі в кафе знайомиться з красенем Тьєррі. |
| 192. | «Повернення в місто»                         | Retour en ville                       | Повертається Елен. Ніколя страшенно радий. Тьєррі зізнається Лалі, що готовий просто любити її, якщо вона дозволить. |
| 193. | «Плутанина»                                  | Désordres                             | Лалі погодилася стати пані Тьєррі. Він веде її в нічний клуб. Там вони бачать п'яну Наталі і Аделіну з красунчиком Олів'є. Лалі ховається під піджаком Тьєррі, і вони йдуть з клубу непоміченими. Аделіна запевняє Наталі, що Олів'є – її кузен. |
| 194. | «Приятель»                                   | Le copain                             | Себастьєн бачив Аделіну і Олів'є ввечері в ресторані. Він повідомляє про це Ніколя. Ніколя надягає пуловер, який йому подарувала Наталі. Хлопці з'ясовують, що Олів'є і Крістоф знайомі – разом вчилися в школі ударних. Крістоф обіцяє познайомити Олів'є зі своєю дівчиною. Але Олів'є запевняє, що вже познайомився і закоханий. При зустрічі Олів'є і Аделіна опускають очі і мовчать. Олів'є не залишається нічого іншого, як погодитися. Хоча насправді вони з Аделіною випадково познайомилися на вулиці. |
| 195. | «Великий день»                               | Le grand jour                         | Аделіна розібралася в собі і вибрала Крістофа. |
| 196. | «Затоварення»                                | Encombrement                          | Лалі вдає, що ходить по магазинах, а сама потайки зустрічається з Тьєррі. Себастьєн ревнує. |
| 197. | «Зміна іміджу»                               | Relookage                             | Аделіна вирішила змінити імідж Крістофу. Лалі втілила це в малюнках. Наталі знайомить усіх зі своїм братом Маню. |
| 198. | «Велика сплячка»                             | Le grand sommeil                      | Елен вмовляє Лалі припинити стосунки з Тьєррі. Наталі випила упаковку снодійного. Елен повідомляє Ніколя, що здогадалася про його зв'язки з Наталі. |
| 199. | «Болісний кінець»                            | Fin difficile                         | Лалі оголошує Тьєррі, що відмовляється бути пані. Тьєррі накидається на неї з ножем. Олів'є переслідує нав'язлива панянка Розі. |
| 200. | «Сюрприз»                                    | Surprise                              | Розі ночує в гаражі. Елен і хлопці прикрашають кафе «У Альфредо» – вони готують сюрприз для Ніколя, у якого день народження. |
| 201. | «Червона картка»                             | Carton rouge                          | Бенедикт вважає, що Жозе захопився Розі, і виганяє його з дому, а сама намагається завести роман з братом Наталі. Хлопці відмивають стіни кафе від написів, залишених Розі. Навіжена Розі на щойно відмитій стіні пише: «Я кохаю Жозе!» |
| 202. | «Упертість»                                  | De la suite dans les idées            | Розі підвернула ногу і псує всім настрій, Лалі постає в образі Одрі Гепберн, Жозе біжить за Бенедикт стрімголов. А Лінда пережила викидень. |
| 203. | «Нудьга»                                     | Déprime                               | Всі пригнічені через викидень Лінди. Розі поводиться безцеремонно. У Лалі нервовий зрив. Вона скидає Себастьєна з труби, коли він намагається піднятися по ній в кімнату дівчат. |
| 204. | «Розі»                                       | Rosy                                  | Дівчата вчать Розі хорошим манерам. Розі роздобула машину, щоб забрати Лінду з лікарні. В гараж на розборки з Олів'є приходить приятель Розі – виявляється, вона викрала машину, яку приятель Розі сам викрав і ще не встиг перефарбувати. |
| 205. | «Конкурс»                                    | Concours                              | Олів'є зізнається Розі, що у нього немає грошей. Він 3 дні нічого не їв, не рахуючи бутерброда, відібраного у Розі. Він залишився без квартири і живе в гаражі. А підробіток з репетиціями знайти складно. Розі розповідає дівчатам про злидні коханого. Лалі хоче виграти машину в конкурсі. |
| 206. | «Порятунок»                                  | Sauvetage                             | Розі приносить сніданок у гараж. Олів'є захоплений. Розі зізнається, що все розповіла дівчатам, і Олів'є тікає в невідомому напрямку. Хлопці схвильовані. Олів'є повертається і вибачається, що нічого не розповів хлопцям сам. Ніколя і Себастьєн влаштовують Олів'є в гуртожитку. |
| 207. | «Урок водіння»                               | La leçon de conduite                  | Лалі в передчутті перемоги в конкурсі і виграшу машини збирається взяти урок водіння. Наталі приводить в гараж Томаса Фава. Лалі потрапляє в аварію, після якої приводить інструктора в кафе. Той зовсім зачарований бразилійкою. Олів'є знаходить роботу в піцерії. |
| 208. | «Згода»                                      | L'acceptation                         | Фава благає Елен умовити хлопців написати пісню, інакше його звільнять. Він зізнається, що хворий на СНІД і йому залишилося недовго. Розі каже, що залишає Олів'є під наглядом своєї сестри. |
| 209. | «Тривога»                                    | Angoisse                              | Наталі зізнається Елен, що, можливо, хвора на СНІД. З'являється Заза (Ізабель). Олів'є не нагадує їй прекрасного принца. Але вона впевнена, що прив’яжеться до нього. Ніколя говорить Елен, що він не займався безпечним сексом з Наталі. У нього теж може бути СНІД. |
| 210. | «Заза»                                       | Zaza                                  | Заза просить Томаса Фава зробити її зіркою. |
| 211. | «Дурне парі»                                 | Pari stupide                          | Жозе закладається, що ще до вечора Заза закохається в нього. І в підсумку... отримує ляпаси від Зази і від Бенедикт. Лалі складає пісню. Лінда почала зустрічатися з Маню – братом Наталі. Елен здала аналізи на СНІД – у неї все гаразд. |
| 212. | «Помилка»                                    | L'erreur                              | Заза і Розі побилися через Олів'є. Бенедикт вигнала Жозе. Заза вирішила почати зустрічатися з Жозе. Елен нагадує Бенедикт, як та любить Жозе. Бене вирішила пробачити Жозе. Але Жозе каже їй: «Запізно!» |
| 213. | «Новий поворот подій»                        | Nouveau départ                        | Бенедикт злиться на Жозе і вирішує знайти собі іншого хлопця. Вона приводить до гаража юнака, який без зупинки твердить: «Не можу повірити!». Елен робить догану Жозе і Бенедикт. Вони миряться. |
| 214. | «Спогади»                                    | Souvenirs                             | Розі показує всім майстер-клас із поцілунку з Олів'є. Хлопці відчувають натхнення і пристрасно цілують своїх подруг. У кафе Себастьєн вдається до спогадів з Ліндою. |
| 215. | «Зближення»                                  | Rapprochement                         | Себастьєн задумливий. Він забагато думає про... Лінду. Елен і Ніколя підписують контракт з Томасом – тому потрібні гроші на лікування. |
| 216. | «Скрутне становище»                          | Embarras                              | Хлопці зляться на Ніколя за контракт – а той нічого не пояснює. До того ж, Ніколя не знає, як натякнути Жозе про те, що йому треба здати аналізи на СНІД, адже Жозе теж спав з Наталі! На щастя, всіх виручає Розі. Лалі все ніяк не може здати на права і приділяє замало уваги Себастьєну. |
| 217. | «Міра обережності»                           | Précaution                            | Елен вмовляє Лалі і Аделіну здати аналізи на СНІД. Олів'є захопився Розі, але не зізнається в цьому. |
| 218. | «Пастка»                                     | Le piège                              | Лінда заходить в гараж віддати гаманець Себастьєну. «Ти забув його вранці у мене в машині» – говорить вона. Жозе підколює Себастьєна. Той кидається на Жозе з кулаками. Лалі знайомить усіх зі своїм інструктором. |
| 219. | «Самітниця»                                  | Enfermée                              | Лінда і Себастьєн відверто говорять. Себ намагається поцілувати Лінду. Вона ухиляється: ще рано. Томас змушує Елен співати пісні, які написав не Ніколя. |
| 220. | «Єднання»                                    | Communion                             | У Ніколя депресія. Він вважає себе нікчемою. Адже, щоб розірвати контракт, треба виплатити мільйон франків! Однак після розмови з Елен він приходить до тями і мириться з Жозе. Розі б'є по обличчю Томаса Фава. Всі хлопці дізнаються, що Томас ВІЛ-інфікований. |
| 221. | «Таємне побачення»                           | Rendez-vous secret                    | Себастьєн таємно зустрічається з Ліндою в спортзалі. Елен багато часу проводить на студії звукозапису. |
| 222. | «Знахідка»                                   | Le déclic                             | Себастьєн знову з Ліндою, але не знає, як сказати про це Лалі. Ніколя придумує дуже красиву мелодію. |
| 223. | «Надолуження упущеного»                      | Rattrapage                            | Елен і Ніколя придумують назву для нової пісні: «Таємна любов». Їх надихнули стосунки Себа і Лінди. Лалі раптом розуміє, що останній місяць взагалі не приділяла уваги Себастьєну. Вона освідчується Себу в любові і вимагає, щоб той зробив те ж саме. Лінда просить Себастьєна не завдавати біль Лалі і не поривати з нею. Лалі лізе вночі у вікно гуртожитку до Себастьєна. Його там немає. Лалі вважає, що Себастьєн зраджує їй. |
| 224. | «Шок»                                        | Le choc                               | Лалі після відвідин гуртожитку, не заставши там Себастьєна, біжить на дискотеку, напивається, фліртує з чоловіками з метою помститися. Ніколя прямує за нею, приводить в гараж і довго розмовляє. Себастьєн зізнається хлопцям, що був з Ліндою, але поки не збирається розповідати про це Лалі. Однак,є Лалі сама про все здогадується. Вона розлючена. Зустрічаючи Маню, вона запитує його: «Ти не в курсі, як давно Лінда спить з Себастьєном?» |
| 225. | «Угода»                                      | Un marché                             | Дівчата обговорюють питання, яке Лалі поставила Маню: «Як давно Лінда і Себастьєн сплять разом?». Лалі дала ляпаса Себастьєну. Елен погоджується заспівати чужу пісню для Томаса, той обіцяє за це віддати їй контракт Ніколя. |
| 226. | «Новий композитор»                           | Nouveau compositeur                   | Лалі вирішує пробачити Себастьєна. Але в гаражі вона застає його з Ліндою і в розпачі тікає. Томас Фава знайомить Елен з Фаб'єном – автором пісні, яку вона повинна буде виконати. |
| 227. | «Дружба»                                     | Amitiés                               | Розі фарбувала гараж і розлила фарбу на синтезатор Жозе. Той розлючений. Лалі начиталася книг зі східної філософії і намагається дружити з Ліндою. |
| 228. | «Суперництво»                                | Rivalités                             | Ніколя ревнує Елен до Фаб'єна. Томас віддає Елен контракт Ніколя. Під час запису Томас Фава пропонує Елен спробувати наркотики. |
| 229. | «Важкий сеанс»                               | Séance difficile                      | Розі і Жозе ремонтують синтезатор. Дівчата запалюють на дискотеці. Аделіні сподобався симпатичний блондин. Він захищає дівчат від приставучих хлопців. Аделіна зітхає – якби не Крістоф... В цей час у студії Томас пригостив Елен тортом. У ньому була доза. Елен сміється, риється в сумочці і знаходить касету з піснею Ніколя. Томас вмикає запис... |
| 230. | «Найдовша ніч»                               | La nuit la plus longue                | Елен під наркотиками. Її ведуть до нічного клубу. Ніколя розлючений. Він вибігає з клубу. Фаб'єн намагається відвезти Елен до себе. Себастьєн і Жозе нападають на Томаса і Фаб'єна. Бене веде Елен в гараж. Елен нічого не пам'ятає. Їй погано. Вона кличе Ніколя, але того немає. |
| 231. | «Протверезіння»                              | Fin d'ivresse                         | У Елен болить голова. Вона нічого не пам'ятає. Жозе знаходить Ніколя на березі річки. Той шкодує про зламану гітару і шкодує, що його ревнощі не дали помітити йому, що Елен під наркотиками. Ніколя придумує, як покарати Томаса і його банду. Розі дарує Ніколя нову гітару. |
| 232. | «Небезпечний поворот»                        | Détour dangereux                      | Джон Вандер переговорив з директором студії звукозапису. Той приймає Ніколя і Елен. Директор повертає Ніколя і Елен їх контракти, а Томаса звільняє. Розі пояснює, як їй дісталася гітара, яку вона подарувала Ніколя. Аделіна зустрічає прекрасного незнайомця, який сподобався їй в нічному клубі. Джон приносить у гараж шампанське. Під час того, як хлопці відзначають перемогу, вривається Томас. Він в несамовитому стані. Хлопці відвозять його до лікарні. Аделіна пропонує новому знайомому, Бруно, взяти квитки на літак і полетіти на інший кінець світу. |
| 233. | «Перехрестя»                                 | Carrefour                             | Аделіна зникає. Крістоф незадоволений. Лінда застає Аделіну і її нову пасію в кафе. Фаб'єн освідчується Елен в коханні. |
| 234. | «Взяття в руки»                              | Prise en mains                        | Лалі взяла Маню під свою опіку. Він почав посміхатися. До того ж, вона змушує тренуватися і Розі. Лалі вважає, що Розі товстішає не щодня, а щогодини. Фаб'єн переслідує Елен. Томас лікується в лікарні. Аделіна зізнається дівчатам, що обдурила Крістофа. «Тепер між нами все скінчено» – говорить вона. |
| 235. | «Несподіванка»                               | Imprévus                              | Крістоф оголошує хлопцям, що летить. Йому треба провітритися. Він цілує хлопців і йде. Вривається Елен. Вона пояснює, що Аделіна закохалася в іншого хлопця, Бруно. Фаб'єн переслідує Елен. Лалі лає Розі за те, що та не стежить за фігурою. Розі зізнається, що вагітна вже 2 місяці від попереднього хлопця. |
| 236. | «Презентація»                                | Présentation                          | Аделіна знайомить дівчат з Бруно. Розі хоче зробити аборт. Лалі відмовляє її. Фаб'єн знову переслідує Елен. Він під наркотиками. Ніколя злиться. |
| 237. | «Божевільні канікули»                        | Follement                             | Олів'є з радістю сприйняв звістку про вагітність Розі. І його навіть не збентежило, що це не його дитина. «Він буде нашим!» – сказав Олів'є. Ніколя і Елен відвозять Розі і Олів'є в будиночок на узбережжі. Лалі вимагає, щоб всі інші влаштувалися на роботу. В той день Аделіна вигулювала 10 собак, Бенедикт розкладала одяг в магазині, Бруно став вантажником. А Жозе роз'їжджає на техдопомозі. Саме він приїжджає на виклик до Себастьєна і Лінди, які застрягли на машині в чистому полі. |
| 238. | «Геніальна ідея»                             | Une idée de génie                     | Лалі вважає, що треба видавати студентську газету. Так хлопці зможуть швидше заробити на утримання дитини Розі. Бруно верстатиме її на комп'ютері, Лінда – друкуватиме. На жаль, «Універ-скандал» зовсім не популярний. Задумка Лалі зазнає краху. Вона боржниця. Дівчатам (Бене, Лалі і Аделіні) доводиться влаштуватися офіціантками в нічний клуб, розносити випивку, вбравшись у зайчиків. |
| 239. | «Знімки»                                     | Photos                                | Жозе злиться. Дівчата непогано заробили в клубі, але на них надто відверто витріщалися всякі старигани. Лінда знаходить дівчатам роботу фотомоделей для реклами освіжаючого напою. Але треба бути в купальних костюмах. Жозе в сказі. Бене заявляє, що на зло йому зніметься в найкрихітнішому купальнику. Але прийшовши в студію, Бене, Аделіна і Лалі комплексують на тлі справжніх моделей. Під час знімання заходять Жозе, Себастьєн і Бруно – вони вирішили не кидати дівчат і теж попрацювати статистами. |
| 240. | «Невдала спроба»                             | Essai non concluant                   | Бенедикт сподобалася фотографу. Він хоче знімати її. Жозе проти. Він запитує Бене, чи прийняла вона рішення. Та каже «так». Жозе хапає Зазу і тікає. Фотограф намагається поцілувати Бене. Вона дає йому ляпаса. Увечері дівчата разом з Ліндою працюють зайцями в нічному клубі. |
| 241. | «Сестри-вороги»                              | Les sœurs ennemies                    | Заза шукає Розі, щоб побити її, тому що Розі вагітна від приятеля Зази. Заза хоче забрати дитину. Лалі ховає гроші для дитини Розі в брудній білизні. Аделіна відносить брудну білизну в пральню. В останню мить банкноти вдається врятувати з пральної машини. Увечері хлопці влаштовують «У Альфредо» свято на честь Розі і її майбутнього малюка і дарують їй кошик з грошима. |
| 242. | «В єднанні сила»                             | L'union fait la force                 | Лалі хоче влаштувати благодійний концерт. Вона домовилася з друкарем, що він віддрукує їм афішу безкоштовно. Бене малює макет афіші. Лінда привела до хлопців стиліста. Елен придумала назву гурту – «Хлопці». А друкар Лоран, здається, закоханий в Лалі! |
| 243. | «Приготування»                               | Préparatifs                           | Хлопцям не подобаються костюми, запропоновані стилістом. Дівчата наряджають їх самі в джинсові костюми і білі футболки. Себастьєн ревнує Лалі до Лорана. Він називає його «батьковим синком». |
| 244. | «Переміщення»                                | Migrations                            | Лінда відлітає на знімання на Багами. Себастьєн в роздумах. Лалі зачарована Лораном. Хлопці репетирують щосили. Лоран дарує Лалі приголомшливий перстень. Лалі в передчутті вечора пересуває меблі у Альфредо. Клієнти незадоволені. Альфредо відмовляє в проведенні концерту. Хлопці домовляються про місце для благодійного концерту з власницею нічного клубу Неллі. |
| 245. | «Великий вечір»                              | Le grand soir                         | Підготовка до вечора в розпалі. Жозе боїться провалу. Себастьєн ревнує Лалі. Лалі губить каблучку. Концерт в розпалі. Лоран знаходить каблучку в гаражі. Лалі і Лоран цілуються. В гараж заходить Себастьєн і його обличчя перекошується від побаченого. Всі злегка збентежені. |
| 246. | «Небезпечне алібі»                           | Alibi dangereux                       | Всі тільки й говорять про концерт. А Бене плаче – Жозе після концерту не прийшов ночувати. Жозе просить хлопців сказати, що він ночував у них. Бене вірить. Лалі приходить щаслива після ночі з Лораном. В гараж до Жозе приходить симпатична дівчина. В цей же час заходить Бене. Жозе каже, що це подружка Бруно. Бене не може мовчати і розповідає Аделіні про «зраду» Бруно. Бруно ж відкриває тій всю правду про пригоди Жозе. Жозе теж не може більше приховувати – він розповідає все Бене. |
| 247. | «Взято на гарячому»                          | Flagrant délit                        | Лалі отримує від Лорана ще одну каблучку з пропозицією одруження. Дівчата радять Лалі не поспішати з відповіддю. Бене знову пробачила Жозе. Вона поспішає до нього на побачення в кафе. А Жозе фліртує там відразу з двома дівчатами. Він збирається піти з ними в їхню квартиру і просить Бруно передати Бенедикт, що у нього важливі справи. Однак на виході з кафе Жозе стикається з Бене. Жозе гасить скандал і хвалиться хлопцям про свої пригоди. Неллі пропонує хлопцям грати в клубі щосуботи. Бене проситься до дівчат переночувати. Лалі ночує у Лорана. |
| 248. | «Оригінальна крадіжка»                       | Vol original                          | Лалі тиранить Лорана. Вона вимагає принести їй красивий шарфик однієї з відвідувачок кафе. Лоран погоджується. Дівчата докоряють Лалі, але тій все байдуже. Повертається Лоран з шарфом. Лалі розпирає від власної значущості. Але Лоран швидко приводить її до тями: «Мені пощастило, їй сподобалася твоя сумка!» – повідомляє він Лалі і відносить сумку жінці, яка віддала шарф. Дівчата аплодують Лорану. Бене помічає в кафе дівчину в куртці точнісінько як її власна. Потім з'ясовується, що вночі в її квартиру Жозе привів двох своїх «подружок», які вкрали всі речі. Завдяки Елен злодійки покарані і речі повернуті на місце. |
| 249. | «Сварка»                                     | Brouille                              | Лалі плаче – вона посварилася з Лораном. Каже, що він намагався її зґвалтувати. Дівчата здивовані і вимагають подробиць. Виявляється, між Лалі і Лораном ще жодного разу нічого не було, хоча Лалі спить в його ліжку. І Лалі передумала з весіллям. У кафе Лоран говорить їй про любов, хапає за руки, але замість любові отримує гарячу каву в обличчя. Входять хлопці. Лалі в паніці біжить до Себастьєна. «Захисти мене!» – кричить вона. Втім, незабаром вона приходить до тями і просить вибачення у Лорана. Виявляється, той просто хотів поцілувати її перед сном. Лоран запрошує всіх на вечерю. Всі раді. Тільки Себастьєн не приходить. |
| 250. | «Творіння»                                   | Création                              | Жозе і Бене все ще в сварці. У день другого концерту молоді люди створюють нову пісню. Однак сюрпризи на цьому не закінчуються. З'ясовується, що Лалі вміє грати на піаніно, а Аделіна чудово співає. Увечері Аделіна показує друзям придумані нею слова до нової пісні. На концерті в клубі Ніколя представляє Аделіну новою солісткою. Та ніяковіє, але виконує пісню. Аудиторія в захваті. |
| 251. | «Терпіння»                                   | Patience                              | Лалі бере машину свого нареченого, не спитавши, катається вночі Парижем і потрапляє в комісаріат. Жозе подарував Бене букет квітів і сказився, коли дівчина сказала йому, що більше його не любить. Він пішов у клуб відразу з двома красунями. Елен розмовляє з Жозе, просить повернутися до Бенедикт. «Наберись терпіння» – радить Елен. |
| 252. | «Факт відбувся»                              | Le fait accompli                      | Жозе зібрав в гаражі автоматичну кавоварку, виписану за каталогом. Зібрав, наскільки зміг. Та вибухнула, забризкавши все навколо. У Себастьєна опіки, Лалі перев'язує його. Бене показує, як треба збирати цю машину. Лалі зізнається Елен, що намагалася переспати з Лораном, але не витримала і перервала процес, пославшись на головний біль. Не змогла через те, що постійно думала про Себастьєна. «Я не люблю Лорана і ніколи не полюблю» – запевняє Лалі. Вона просить Елен поговорити з Лораном замість неї. Після зустрічі Елен і Лорана Лалі просить у подруги сказати, що відповів Лоран. Елен виливає їй на голову глечик холодної води. «Ось відповідь!» – каже вона. Лалі посміхається крізь зуби.                                                               |
| 253. | «Повернення до витоку»                       | Retour aux sources                    | Лалі повертає Лорану коштовності. Розі тікає. Вона кидає Олів'є і пише йому в листі, що хоче знайти справжнього батька дитини. |
| 254. | «Важке минуле»                               | Passé compliqué                       | До Аделіни пристають в кафе якісь нахаби. Дівчата впевнені, що це – зворотний бік популярності після виступу Аделіни в клубі. Жозе стурбований, він приносить в гараж журнал «з оголошеннями і дівчатами» і показує його Ніколя – там надруковані фото оголеної Аделіни – щоправда на них вона набагато молодша, ніж зараз. Елен, дізнавшись цю історію, говорить: «Тепер зрозуміло, чому типи в кафе так кидалися сьогодні на Аделіну». |
| 255. | «Сором»                                      | La honte                              | Елен вирішила поговорити з Аделіною. Аделіна плаче – вона знялася голою в 17 років за 5 000 франків, збрехавши матері, що це буде реклама купальників. Мати підписала дозвіл, тому не вийде подати позов (насправді – вийде, просто буде скандал). Аделіні страшенно соромно, вона дзвонить матері і зізнається їй у своїй дурості. Але Аделіна все ж не знає, як жити далі. Хлопці теж купили цей журнал, і вони всі в курсі, крім Бруно. Наталі повернулася зі США, де Каню вчергове її відшив. Вона показує Лалі і Бене журнал, куплений в літаку. Потім Наталі заходить у гараж і розповідає Бруно про фотографії. Аделіну ніде не можуть знайти. |
| 256. | «Брудна»                                     | Salé                                  | Наталі намагається спокусити Бруно. Раптово заходить Жозе. Наталі, вже частково роздягнена, не бентежачись, пропонує хлопцям секс утрьох, але обурений Жозе виганяє її. Ніколя рятує Аделіну, дістає її з річки. Лалі мириться з Себастьєном. Вони проводять ніч у гаражі. |
| 257. | «Спокута»                                    | Rédemption                            | Себастьєн говорить Лалі, що у них з Ліндою стосунки навіть не дійшли до сексу. А Лінда прилітає в Париж цього ж вечора. Себастьєн зізнається Лінді, що любить Лалі. На його подив, Лінда щаслива, вона в свою чергу зізнається, що зустріла на Багамах приголомшливого хлопця і теж закохалася. |
| 258. | «Оновлення»                                  | Renouveau                             | Лалі щаслива і хоче ощасливити інших. Вона вирішила знайти подружку одинокому Олів'є. |
| 259. | «Божевільна сваха»                           | Drague folle                          | Лалі йде з Ліндою в модельне агентство. Там вона вибирає трьох чарівних дівчат і приводить їх у гараж – знайомити з Олів'є. |
| 260. | «Помилка в розрахунках»                      | Erreur de calcul                      | Жозе переспав з Інке, однією з тих моделей, які прийшли познайомитися з Олів'є. Бене готова пробачити Жозе. Вона вирішила надіти каблучку, яку той їй подарував. Каблучка лежить у квартирі Жозе. Бене їде туди і в ліжку виявляє блондинку Інке. Бене приводить її в гараж. |
| 261. | «Вторгнення»                                 | Incursions                            | З Олів'є в кафе знайомиться дівчина з дивним ім'ям – Таксі. Лалі і Бене рятують від побиття артиста, Фабріса Венс. Вони приводять його в гараж і обробляють йому рани. |
| 262. | «Загадковість»                               | Mystérieux                            | Олів'є вважає Таксі кумедною. Таксі дарує дівчатам прикраси, а хлопцям одяг. Фабріс каже, що Таксі його сестра і, до того ж, клептоманка. Всі ці подарунки вона вкрала. |
| 263. | «Каблучка»                                   | La bague                              | Хлопці повертають в магазини речі, вкрадені Таксі. Лалі засмучується з приводу відданої підвіски. Жозе таємно зустрічається з Наталі. Він клянеться їй у коханні, а сам згадує Бенедикт. Лалі показує дівчатам перстень, подарований Себастьєном. Після того, як Таксі відвідує дівчат, перстень зникає. Побачивши Лалі всю в сльозах, Таксі повертає перстень. Бене фліртує з Фабрісом. |
| 264. | «Театральність»                              | Théâtral                              | Жозе не знає, як позбутися Наталі. Фабріс повів Бене в театральну школу, і вони дедалі більше прив'язуються одне до одного. |
| 265. | «Рішення»                                    | Décision                              | Бене оголошує, що у них із Жозе все скінчено остаточно. Фабріс допомагає їй шукати квартиру і пропонує переїхати до нього. Але Бене залишається у дівчат в гуртожитку. |
| 266. | «Просування»                                 | Progression                           | Наталі говорить з Бене про Жозе. Бене попереджає її про егоїзм серцеїда. Наталі і Жозе з'їжджаються. Олів'є неабияк закохується в клептоманку Таксі. Бене приходить в гості до Фабріса. Вона каже, що більше не любить Жозе і її серце відкрите для нових почуттів. Фабріс цілує її. |
| 267. | «Ніч не вдома»                               | Une nuit dehors                       | Бене за довгою розмовою засинає у Фабріса. Зранку її виявляє Таксі. Наталі помічає, як Жозе дивиться на іншу дівчину в кафе. Вона знайомить її з Жозе і каже, що так його любить, що готова ділити – інакше з Жозе не можна. Той у шоці. |
| 268. | «Бразильський амулет»                        | Le grigri brésilien                   | Бразильський амулет завдає Лалі самих нещасть... |
| 269. | «Дівчина з собачкою»                         | Une fille qui a du chien              | Таксі гуляє з шістьма чужими собаками. Каже, що їй за це платять, і що вона більше не крастиме. Але одну собаку Таксі загубила в парку. Решта влаштували розгром у гаражі і обгидили гітару Ніколя. |
| 270. | «Відхід у бік»                               | Détournement                          | Гітарист з іншої групи пропонує Жозе піти до них і кинути грати «чотири акорди». Жозе спочатку відмовляється навідріз, але бере номер телефону музиканта... Таксі дешево купила класний одяг для Олів'є... в моргу! |
| 271. | «Дезертирство»                               | Désertion                             | Хлопці незадоволені Жозе. Він живе відразу з двома дівчатами і тому щоранку на годину запізнюється на репетиції. Вони роблять Жозе догану. Той іде з гаража. Таксі розповідає хлопцям, що бачила Жозе вчора вночі в барі з трьома типами. Олів'є ставить собі питання, що Таксі робила вночі в барі? Дівчата лають і Таксі, яка обманює Олів'є, і заразом, Наталі, яка ділить Жозе зі своєю подругою Ізабель. Наталі розповідає Елен, що Жозе хоче піти в інший гурт. |
| 272. | «Заміна»                                     | Remplacement                          | До дівчат у спортзалі пристають якісь Франк, Ісмо і Берні. Вони кажуть, що дізналися про дівчат від свого нового клавішника – Жозе. Таксі приводить до гурту свого знайомого клавішника. Той ні на що не придатний. Лалі пропонує хлопцям замінити Жозе собою. Жозе зривається і б'є Наталі. А Лалі на концерті зриває шквал оплесків. |
| 273. | «Дівчина серед хлопців»                      | Une fille chez les gars               | Жозе посилає своїх нових "колег" забрати його синтезатор. Лалі в шоці. Вона підмовляє дівчат піти до власника музичного магазину, Роберто, і усміхнутися йому. Роберто позичає дівчатам новий синтезатор. Але за це Лалі повинна повечеряти з ним! Все закінчується добре – Роберто пропонує Лалі знятися в рекламі синтезаторів. |
| 274. | «Новий хлопець»                              | Un nouveau garçon                     | Лалі цілу годину просиділа в солярії. Вона страшенно червона, а скоро фотосесія. З ранку дівчата читали гороскопи – Аделіні світить... новий хлопець! І до кінця вечора астропрогноз збувається. Аделіна купила в магазині цуценя! Нового «хлопця» назвали Джамп. |
| 275. | «Дезертир»                                   | Déserteur                             | Дівчата цілують і пестять Джампа. Повертається зі стажування Фабріс. Він дарує Бене перстень. А та у відповідь освідчується йому в коханні і пристрасно цілує. Олів'є прийняв пропозицію Жозе і їде з ним у турне. Він прийшов попрощатися з хлопцями. |
| 276. | «Лихе око»                                   | Le mauvais œil                        | Таксі кинула Олів'є, тому що він зрадник. «Сім'я» їй важливіша за нареченого. Лалі впевнена, що гурту наврочили. Група суперників, які забрали Жозе і Олів'є, пустила чутку, що поб'є будь-кого, хто піде в гурт до Ніколя і Себастьєна. Лалі приводить у гараж чаклуна Кіргану. Той каже, що лихе око – у Фабріса. Лалі вимагає, щоб Бене кинула Фабріса. Фабріс зачіпає автомобілем чийсь мотоцикл. Мотоцикліст заходить у кафе – заповнити протокол. Це Крістоф! Він повернувся з Лондона, але якби не Фабріс, він навіть не зустрівся б з хлопцями! Дізнавшись про те, що відбувається, він негайно пропонує себе як ударника. |
| 277. | «Благання»                                   | Supplique                             | Олів'є приходить в гуртожиток за речами. Хлопці зустрічають його дуже холодно і не йдуть на діалог. Він намагається розказати їм про турне, запитує про Таксі... у відповідь чує, що Таксі не терпить мерзотників. Олів'є йде, похнюпивши голову. Олів'є приходить до Таксі і молить її про прощення. Але та непохитна: «Ти кинув тих, хто був твоєю сім'єю, хто дбав про тебе і про Розі! І ти зрадив їх! Я більше не люблю тебе». |
| 278. | «Сверблячка»                                 | Démangeaisons                         | Лалі чухається, як божевільна. За бразильською прикметою це означає – скоро закохатися. Лалі не хоче закохуватися. Але їй у кафе подобається один хлопець. Лалі знайомиться з ним. І в цей час приходить... Лінда! Крістофер – це новий приятель Лінди. У Лалі вилітають з голови всі думки про новий роман. Таксі просить хлопців про прослуховування для піаніста Алекса – її колишнього. Він геніальний. Тепер гурт знову в повному складі. |
| 279. | «Рот на замок»                               | Calme toujours                        | У нічному клубі Франк, Ісмо і Берні б'ють Алекса і силою відводять Таксі з собою, після чого намагаються її зґвалтувати. Її побили, але вона зуміла від них втекти і приповзає до дівчат. Хлопці радяться. Поліція поставиться до Таксі несерйозно через її крадіжки. Алекс лізе в кімнату дівчат по трубі провідати Таксі. А та вирішує, що юнак заслуговує поцілунку. |
| 280. | «Розв'язка»                                  | Dénouement                            | Хлопці обіцяють дівчатам, що утримаються від насильства, але, як тільки ті залишають гараж, хапають бейсбольні бити (а Крістоф ще й кастет) і йдуть бити мерзотників. Олів'є і Жозе, напоумлені стусанами, отриманими від давніх товаришів, повертаються до гурту. |

## Продовження серіалу
Новий серіал про Елен і її друзів називається «Таємниці кохання» (фр. «Les Mysteres De L'Amour»), це третє продовження серіалу «Елен і друзі», наступне після «Мрії любові» і «Канікули любові». У проєкті задіяний актор Патрік Пьюдеба, який грає Ніколя, і Себастьєн Рош, що виконує роль Крістіана, відомого як Крі-Крі. На жіночі ролі були також запрошені акторки з оригінального складу. У серіалі з'являється і Елен у виконанні співачки та акторки Елен Ролле. Всього в серіалі 26 епізодів.